# Liste der Baudenkmäler in der Münchner Altstadt

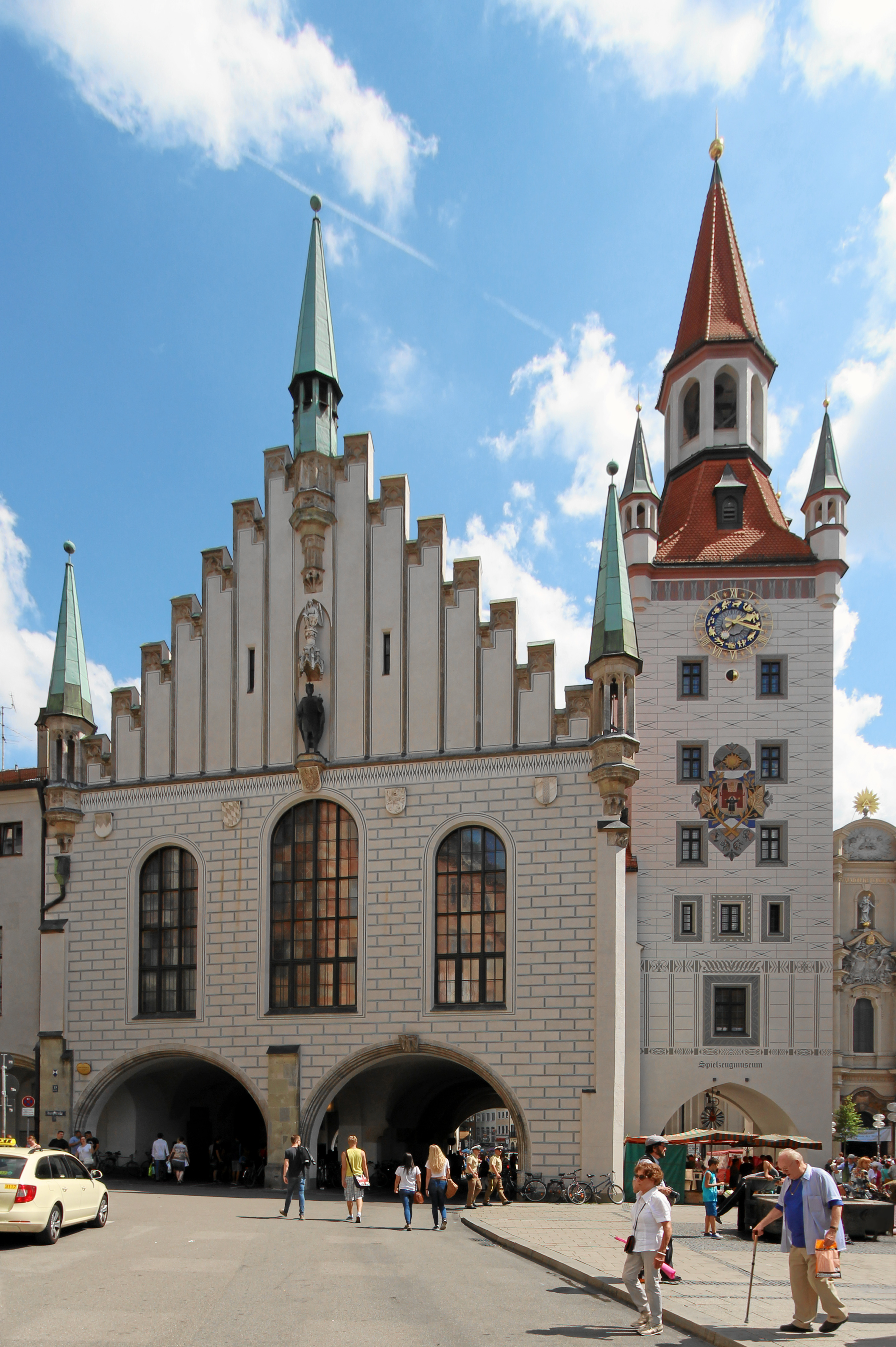
Altes Rathaus

Auf dieser Seite sind die Baudenkmäler im Münchner Stadtteil Altstadt im Stadtbezirk 1 Altstadt-Lehel aufgelistet. Zu diesen Baudenkmälern gibt es auch eine Bildersammlung und ein Fotoalbum mit ausgewählten Bildern.
Diese Liste ist Teil der Liste der Baudenkmäler in München. Grundlage ist die Bayerische Denkmalliste, die auf Basis des bayerischen Denkmalschutzgesetzes vom 1. Oktober 1973 erstmals erstellt wurde und seither durch das Bayerische Landesamt für Denkmalpflege geführt und aktualisiert wird. Die folgenden Angaben ersetzen nicht die rechtsverbindliche Auskunft der Denkmalschutzbehörde.

## Ensemble Altstadt
Die Altstadt München, auf dem Grundriss der hoch- und spätmittelalterlichen Herzogstadt zur barocken Residenzstadt umgestaltet, im 19. Jahrhundert als Haupt- und Großstadtkern überformt, kann als Ensembledenkmal gelten, weil der Wiederaufbau nach den Zerstörungen des Zweiten Weltkrieges mit Erfolg ihre Identität zu sichern versucht hat. Zur Umgrenzung dieses Ensembles geben, soweit noch erkennbar, die Hauptlinien der ehemaligen Stadtbefestigung Anhalte, gelegentlich auf den spätmittelalterlichen Verlauf reduziert, gelegentlich den barocken Linien folgend, oft, dem Grade der Verwischung entsprechend, dazwischen oder knapp davor. (E-1-62-000-1)

## Einzelbauwerke

### A
| Lage                                | Objekt                                    | Beschreibung | Akten-Nr.       | Bild                                      |
| ----------------------------------- | ----------------------------------------- | --- | --------------- | ----------------------------------------- |
| Altenhofstraße 4 (Standort)         | Altmünchner Bürgerhaus                    | spätgotisch, mit zwei Flacherkern, wohl 15./16. Jahrhundert, 1949 stark erneuert | D-1-62-000-215  | weitere Bilder                            |
| Alter Hof (Standort)                | Brunnen                                   | klassizistisch, bezeichnet 1785; in der Hofmitte | D-1-62-000-221  | Brunnen                                   |
| Alter Hof 1/2/3 (Standort)          | Alter Hof                                 | Älteste Münchner Residenz der Wittelsbacher (seit Mitte 13. Jahrhundert). Burgstock (Südflügel) samt Turm und Erker spätgotisch (um 1460/70), auf älterer Grundlage; Zwingerstock (Westflügel) im Kern 14. Jahrhundert; an beiden erneuerte Fassadenmalerei (15./16. Jahrhundert). Die anderen Teile der Vierflügelanlage im 19./20. Jahrhundert erneuert, Lobende Erwähnung beim Fassadenpreis der Landeshauptstadt München 2004. (Geschütztes Kulturgut) | D-1-62-000-220  | weitere Bilder                            |
| Alter Hof 4 (Standort)              | Reiterstandbild Kaiser Ludwigs des Bayern | Bronzeguss, über hohem, leicht verjüngtem Sockel aus Nagelfluh, von Hans Wimmer, 1964–1967. | D-1-62-000-8704 | weitere Bilder                            |
| Altheimer Eck 5 (Standort)          | Geschäfts- und Mietshaus                  | deutsche Renaissance, mit geschnitztem Erker, bezeichnet 1899, von Max Ostenrieder | D-1-62-000-226  | Geschäfts- und Mietshaus                  |
| Altheimer Eck 6 (Standort)          | Geschäfts- und Mietshaus                  | ursprünglich dreigeschossiges klassizistisches Wohnhaus, 1861 von M. Reifenstuel aufgestockt und spätklassizistisch umgestaltet | D-1-62-000-227  | Geschäfts- und Mietshaus                  |
| Altheimer Eck 9 (Standort)          | Geschäfts- und Mietshaus                  | Neurenaissance, reich gegliedert, um 1890 | D-1-62-000-228  | Geschäfts- und Mietshaus                  |
| Altheimer Eck 13 (Standort)         | Geschäftshaus                             | Jugendstil, Südteil mit Tor und Giebel von Heilmann & Littmann, 1908; Nordteil 1913 | D-1-62-000-229  | Geschäftshaus                             |
| Altheimer Eck 15 (Standort)         | Nordflügel des Damenstiftes               | zu St. Anna (vergleiche Damenstiftstraße 3), langgestreckter Spätbarockbau des 18. Jahrhunderts; Wohnhaus des Musikinstrumentenbauers Theobald Böhm (Gedenktafel); Gedenktafel zur Baugeschichte | D-1-62-000-230  | weitere Bilder                            |
| Am Einlaß 1 (Standort)              | Wohn- und Geschäftshaus                   | Spätklassizistisch, um 1860; Einheit mit Utzschneiderstraße 2 und Blumenstraße 3. Gedenktafel, an das 1844 abgebrochene Äußere Einlasstor erinnernd. | D-1-62-000-273  | Wohn- und Geschäftshaus                   |
| Am Einlaß 3a (Standort)             | Mietshaus                                 | Neurenaissance, mit Erker, 1889–1890 von Georg Guinin | D-1-62-000-274  | Mietshaus                                 |
| Am Einlaß 4 (Standort)              | Mietshaus                                 | in Ecklage, klassizistisch, 1823 von Joseph Höchl | D-1-62-000-275  | Mietshaus                                 |
| Am Kosttor (Standort)               | Wolfsbrunnen                              | (oder Rotkäppchenbrunnen), 1904 von Heinrich Düll und Georg Pezold; in Platzmitte | D-1-62-000-301  | weitere Bilder                            |
| Am Kosttor 1 (Standort)             | Mietshaus                                 | Neurenaissance, 1881 von Alois Barbist | D-1-62-000-299  | weitere Bilder                            |
| Am Kosttor 2 (Standort)             | Mietshaus                                 | viergeschossiger Neurenaissancebau mit vereinfachter Fassade, von Anton Roth, 1879/80; mit selbständigem Rückgebäude Falckenbergstraße 9, siehe dort | D-1-62-000-7932 | Mietshaus                                 |
| Am Kosttor 3 (Standort)             | Haylerhaus                                | Wohn- und Geschäftshaus in Ecklage, Neurenaissance, 1880–1881 von Georg von Hauberrisser, Fassadenpreis der Landeshauptstadt München. | D-1-62-000-300  | weitere Bilder                            |
| Amiraplatz 1 (Standort)             | Geschäftshaus der Vereinigten Werkstätten | neuklassizistischer Eckbau, nördlicher Bauteil als palastartiger Rechteckblock ausgebildet, westlich langgestreckter Seitentrakt, im Erdgeschoss große Schaufensterarkaden mit Natursteinverblendung, von Robert Seitz, 1938–1940 | D-1-62-000-290  | Geschäftshaus der Vereinigten Werkstätten |
| An der Hauptfeuerwache 4 (Standort) | Mietshaus                                 | fünfgeschossiger Neurenaissancebau in Ecklage mit straßen- und hofseitiger Eckabschrägung, von Josef Kalb, 1885–1887 | D-1-62-000-804  | Mietshaus                                 |
| An der Hauptfeuerwache 8 (Standort) | Hauptfeuerhaus                            | Hauptfeuerwache der Feuerwehr München, fünfgeschossiger malerischer Eckbau in barockisierendem Jugendstil, mit Arkadenvorhalle und Loggienausbildung im Obergeschoss, die Zwerchhäuser mit barockisierenden Schweifgiebeln, von Carl Hocheder d. Ä. und Robert Rehlen, 1902–1904; zum Nebengebäude siehe Unterer Anger 8/9 | D-1-62-000-807  | weitere Bilder                            |
| Angertorstraße 1 (Standort)         | Mietshaus                                 | Neurenaissance-Eckbau, 1888/89 von Ludwig Deiglmayr | D-1-62-000-340  | weitere Bilder                            |
| Angertorstraße 2 (Standort)         | Gerberblock                               | vier- bzw. fünfgeschossiger Jugendstilbau in Ecklage, mit Mansardwalmdach und reich gegliederter Fassade, 1907/08 und 1912/13 von Gebrüder Rank; Blumenstraße 31 zugehörig | D-1-62-000-805  | weitere Bilder                            |
| Angertorstraße 3 (Standort)         | Mietshaus                                 | Neurenaissance, 1888–1890 von Ludwig Deiglmayr. Sitz von WikiMUC | D-1-62-000-339  | weitere Bilder                            |
| Angertorstraße 5 (Standort)         | Mietshaus                                 | klassizistisch, 1827 von Josef Höchl | D-1-62-000-338  | Mietshaus                                 |

### B
| Lage                                         | Objekt                             | Beschreibung | Akten-Nr.       | Bild                           |
| -------------------------------------------- | ---------------------------------- | --- | --------------- | ------------------------------ |
| Blumenstraße 1 (Standort)                    | Mietshaus                          | viergeschossiger Bau in Ecklage in klassizistischen Formen, 1843/44 von Johann Nepomuk Bürkl nach Plänen von Friedrich Bürklein errichtet, nach Kriegsschäden teilerneuert; bildet Gruppe mit Frauenstraße 2 | D-1-62-000-789  | Mietshaus                      |
| Blumenstraße 3 (Standort)                    | Wohn- und Geschäftshaus            | fünfgeschossiger Bau, in spätklassizistischer Stiltradition, Mitte 19. Jahrhundert; bildet eine Einheit mit Utzschneiderstraße 2 und Am Einlaß 1 | D-1-62-000-790  | Wohn- und Geschäftshaus        |
| Blumenstraße 5 (Standort)                    | Gastwirtschaft Straubinger Hof     | viergeschossiger freistehender klassizistischer Walmdachbau, wohl von Josef Höchl um 1826 erbaut, nach Kriegsschäden zum Teil vereinfacht | D-1-62-000-792  | Gastwirtschaft Straubinger Hof |
| Blumenstraße 7 (Standort)                    | Wohnhaus                           | ehemals viergeschossiger klassizistischer Walmdachbau, um 1826, nach Kriegsschäden von Reinhard Riemerschmid 1948 reduziert wiederaufgebaut; rechts anschließend Tor in klassizistischen Formen | D-1-62-000-794  | Wohnhaus                       |
| Blumenstraße 11/13 (Standort)                | Doppelhaus                         | Bauteil Nr. 11 um Mitte 19. Jahrhundert, mit dem zwischen 1850 und 1865 angebautem Haus Nr. 13 später unter Aufstockung mit gemeinsamer spätklassizistischer Fassadengestaltung vereinigt; Instandsetzung 1986. | D-1-62-000-8028 | Doppelhaus                     |
| Blumenstraße 22 (Standort)                   | Hochbunker Blumenstraße            | freistehender sechsgeschossiger Turm über quadratischem Grundriss mit Zeltdach und Laterne, Eckrustizierung und Freitreppe an der Nordseite, 1941 nach Plänen von Karl Meitinger als Luftschutzturm für 1200 Personen errichtet | D-1-62-000-7823 | weitere Bilder                 |
| Blumenstraße 23 (Standort)                   | Miets- und Geschäftshaus           | fünfgeschossiger neuklassizistischer Bau mit schmalen Mittelrisalit und Flachgiebel, 1897 von Julius Loew | D-1-62-000-798  | Miets- und Geschäftshaus       |
| Blumenstraße 26 (Standort)                   | Angergymnasium                     | Schule der Armen Schulschwestern, barockisierende Dreiflügelanlage mit Mittelrisalit samt Dreiecksgiebel und Uhrturm, 1914/16 von Franz Xaver Boemmel (vergleiche Unterer Anger 1). | D-1-62-000-800  | weitere Bilder                 |
| Blumenstraße 28/28a/28b (Standort)           | Städtisches Hochhaus               | Ehemaliges Technisches Rathaus, Sitz Städtischer Behörden, zwölfgeschossiger funktionaler Bau (Nr. 28b) mit anschließendem sechsgeschossigen Verwaltungsgebäude (Nr. 28/28a), von Herrmann Leitenstorfer, 1924–1929. | D-1-62-000-801  | weitere Bilder                 |
| Blumenstraße 29 (Standort)                   | Ehemalige Gaststätte und Mietshaus | sogenannte Blumensäle, fünfgeschossiger Neurenaissancebau, 1889 von Ludwig Deiglmayr | D-1-62-000-802  | weitere Bilder                 |
| Blumenstraße 31 (Standort)                   | Gerberblock                        | viergeschossiger spätklassizistischer Bau mit Walmdach, von 1854, Neurenaissancefassade von 1880, im ersten Stock Erker von 1889 | D-1-62-000-806  | weitere Bilder                 |
| Blumenstraße 32 (Standort)                   | Marionettentheater                 | eingeschossiger Walmdachbau mit Portikus und Dreiecksgiebel, neuklassizistisch, mit Gedenktafel für den Gründer Joseph Leonhard Schmid († 1912), von Theodor Fischer, 1900; auf dem Gelände der ehemaligen Stadtbefestigung | D-1-62-000-803  | weitere Bilder                 |
| Blumenstraße 35 (Standort)                   | Mietshaus                          | viergeschossiger freistehender klassizistischer Bau mit Mittelrisalit und Walmdach, reich gegliedert, von Rudolf Röschenauer, 1819/20 | D-1-62-000-808  | Mietshaus                      |
| Blumenstraße 36 (Standort)                   | St. Willibrord                     | Altkatholische Kirche, ehemals Englische Kirche St. Georg, kleiner neugotischer Rohbacksteinbau, 1912/13 von Heinrich Bergthold, nach Kriegsschäden teilerneuert; in Anlage im Bereich der ehemaligen Stadtbefestigung. | D-1-62-000-809  | weitere Bilder                 |
| Blumenstraße 37 (Standort)                   | Mietshaus                          | viergeschossiger klassizistischer Bau in der Art Leo von Klenzes, wohl 1829 | D-1-62-000-810  | Mietshaus                      |
| Blumenstraße 43 (Standort)                   | Mietshaus                          | fünfgeschossiger Bau mit Mittelerker, deutsche Renaissance, 1899/1900 von Paul Böhmer | D-1-62-000-811  | weitere Bilder                 |
| Bräuhausstraße 8 (Standort)                  | Wohn- und Geschäftshaus            | historisierende Fassade mit Reliefdekor (u. a. Ansicht von München im Jahre 1750), bezeichnet 1904, von Hermann Berthold und Leonhard Hägele | D-1-62-000-955  | Wohn- und Geschäftshaus        |
| Brienner Straße 1 (Standort)                 | Palais Moy                         | jetzt Geschäftshaus, klassizistischer Vierflügelbau (Doppelhaus) mit Innenhof, 1824/25 von Leo von Klenze, nach Kriegsschäden um 1950/52 von Georg Helmut Winkler äußerlich annähernd wiederaufgebaut; mit Theatinerstraße 23 | D-1-62-000-979  | weitere Bilder                 |
| Brienner Straße 5 (Standort)                 | Geschäftshaus                      | Neurenaissance, Ende 19. Jahrhundert | D-1-62-000-980  | Geschäftshaus                  |
| Brienner Straße 7 (Standort)                 | Wohn- und Geschäftshaus            | neuklassizistischer Jugendstil, Anfang 20. Jahrhundert | D-1-62-000-981  | Wohn- und Geschäftshaus        |
| Brunnstraße 5 (Standort)                     | Mietshaus                          | viergeschossiger Bau mit Neurenaissancefassade, Umbau Ende 19. Jahrhundert durch Johann Thomas, im Kern wohl älter | D-1-62-000-1018 | Mietshaus                      |
| Brunnstraße 7 (Standort)                     | Wohn- und Geschäftshaus            | viergeschossiger Neurenaissancebau, Neubau von 1898/99, auf spätmittelalterlicher Grundlage (Kelleranlagen) | D-1-62-000-1020 | Wohn- und Geschäftshaus        |
| Brunnstraße 9 (Standort)                     | Spätbarockes Bürgerhaus            | tiefer viergeschossiger spätbarocker Bau, errichtet 1782 unter Verwendung mittelalterlicher Bestandteile; Rückgebäude, zweigeschossiger Mansarddachbau von 1788 | D-1-62-000-1021 | Spätbarockes Bürgerhaus        |
| Brunnstraße 11 (Standort)                    | Bürgerhaus                         | fünfgeschossiger tiefer Bau mit Madonnenrelief, straßenseitig vor dem Zweiten Weltkrieg aufgestockt, Fassade zum Teil vereinfacht, 18./19. Jahrhundert | D-1-62-000-1022 | Bürgerhaus                     |
| Burgstraße 2 (Standort)                      | Bürgerhaus                         | 1877 umgebaut, mit vereinfachter Fassade; zugehörig Rückgebäude Sparkassenstraße 1 (siehe dort), 1908 umgestaltet | D-1-62-000-1033 | Bürgerhaus                     |
| Burgstraße 3 (Standort)                      | Wohn- und Geschäftshaus            | Kernbestand barock, um 1700; Umbau und Fassadengestaltung spätklassizistisch, 2. Viertel 19. Jahrhundert | D-1-62-000-1034 | Wohn- und Geschäftshaus        |
| Burgstraße 4 / Sparkassenstraße 5 (Standort) | Ehemals Städtisches Wohnungsamt    | Verwaltungsbau mit langgestrecktem Gebäudeflügel entlang der Burgstraße und kurzem, über ein Treppenhaus verbundenem Flügel an der Sparkassenstraße, 1952/53 vom Wiederaufbaureferat der Stadt München nach Plänen von Roderich Fick und Rudolf Röder errichtet; Knickpunkt der gekrümmten Bauflucht durch Erker gegliedert, Fassade mit Kunststeinverblendung und mit kleinteilig-historisierender Bemalung von Hermann Kaspar. | D-1-62-000-7863 | weitere Bilder                 |
| Burgstraße 5 (Standort)                      | Spätmittelalterliches Bürgerhaus   | 15./16. Jahrhundert, als Stadtschreiberhaus und Weinstadl 1550–1552 umgebaut, mit reicher Fassadenmalerei von Hans Müelich und mit Rest des Arkadenhofes. | D-1-62-000-1035 | weitere Bilder                 |
| Burgstraße 6 (Standort)                      | Wohn- und Geschäftshaus            | neubarock, 1909/10 von Karl Stöhr (mit Rückgebäude Sparkassenstraße 11, siehe dort); Gedenktafel für Wiguläus Freiherr von Kreittmayr, der 1790 im Vorgängerhaus starb | D-1-62-000-1036 | weitere Bilder                 |
| Burgstraße 8 (Standort)                      | Altmünchner Bürgerhaus             | Wohn- und Sterbehaus von François de Cuvilliés d. Ä.; im Kern spätgotisch, um 1615 Aufstockung und Dachstuhl, Fassadengestaltung barock, wohl 1. Hälfte 18. Jahrhundert; nördlich anschließend der die Ledererstraße überbrückende, von Hausannexen zweifach überbaute Schlichtingerbogen, der bereits auf dem Stadtmodell von 1570 existiert, Privater Preisträger beim Fassadenpreis der Landeshauptstadt München 2004         | D-1-62-000-1037 | weitere Bilder                 |
| Burgstraße 10 (Standort)                     | Falkenhaus                         | Bürgerhaus des 17./18. Jahrhunderts, mit schlichter, mehrfach überarbeiteter Fassade. | D-1-62-000-1038 | Falkenhaus                     |
| Burgstraße 12 (Standort)                     | Ehemaliges Bürgerhaus              | zum Teil wohl noch 17. Jahrhundert (nach 1611), um 1780 sechsgeschossig erneuert, die frühklassizistische Fassade 1947 vereinfacht; 1976/77 weitgehende Entkernung | D-1-62-000-1039 | Ehemaliges Bürgerhaus          |

### D
| Lage                              | Objekt                           | Beschreibung | Akten-Nr.       | Bild                    |
| --------------------------------- | -------------------------------- | --- | --------------- | ----------------------- |
| Damenstiftstraße 1 (Standort)     | Kath. Damenstiftskirche St. Anna | im Innern kräftig gegliederter, überkuppelter Spätbarockbau, 1732–1735 von Johann Baptist Gunetzrhainer; mit Ausstattung; vergleiche Nr. 3 und Altheimer Eck 15 | D-1-62-000-1214 | weitere Bilder          |
| Damenstiftstraße 3 (Standort)     | Ehemaliges Damenstift            | jetzt Schulgebäude, langgestreckte, reich gegliederte frühklassizistische Fassade, 1784–1785 von Matthias Widmann; vergleiche Altheimer Eck 15 | D-1-62-000-1215 | weitere Bilder          |
| Damenstiftstraße 4 (Standort)     | Bürgerhaus                       | frühklassizistisch, reich gegliederte Fassade mit Stuckdekor, letztes Viertel des 18. Jahrhunderts | D-1-62-000-1216 | weitere Bilder          |
| Damenstiftstraße 6 (Standort)     | Wohn- und Geschäftshaus          | mit klassizistischem Stuckdekor, um 1800; Ladeneinbau und Mittelerker um 1900 | D-1-62-000-1217 | Wohn- und Geschäftshaus |
| Damenstiftstraße 8 (Standort)     | Palais Lerchenfeld               | jetzt Städtisches Bestattungsamt, Barockfassade mit reichem Stuckdekor, nach 1726 wohl von Ignaz Anton Gunetzrhainer, nach Kriegszerstörung neu hinterbaut 1957, Lobende Erwähnung beim Fassadenpreis der Landeshauptstadt München 2005                                                              | D-1-62-000-1218 | weitere Bilder          |
| Damenstiftstraße 11 (Standort)    | Wohn- und Geschäftshaus          | viergeschossiger Eckbau mit abgerundeter Ecke in Formen des späten Klassizismus, von Josef Weyrather, 1861–64, 1893 zusammen mit dem Neubau an der Brunnstraße (ehem. Nr. 6) durch Feodor Elste erweitert, nach Kriegsschäden Dachgeschoss 1946 gänzlich erneuert; an der Ecke Marienfigur, um 1890. | D-1-62-000-1220 | weitere Bilder          |
| Damenstiftstraße 12 (Standort)    | Wohn- und Geschäftshaus          | Neurenaissance, um 1880; mit Madonnenrelief | D-1-62-000-1221 | weitere Bilder          |
| Damenstiftstraße 16 (Standort)    | Mietshaus                        | Neurenaissance, Ende 19. Jahrhundert | D-1-62-000-1222 | Mietshaus               |
| Damenstiftstraße 18 (Standort)    | Mietshaus                        | schlichte Fassade mit Kern wohl barock | D-1-62-000-1223 | Mietshaus               |
| Dienerstraße 14/15 (Standort)     | Geschäftshaus Dallmayr           | 1912 von Eugen Hönig und Karl Söldner, langgestreckte Front mit aufwendiger Gliederung in der Art eines frühklassizistischen Vorgängerbaus, mit Bauplastik von Julius Seidler; 1945–1948 wiederhergestellt.                                                                                          | D-1-62-000-1283 | weitere Bilder          |
| Dienerstraße 16 (Standort)        | Wohn- und Geschäftshaus          | Altmünchner Bürgerhaus, wohl im mittleren 18. Jahrhundert erneuert, klassizistisch und neubarock verändert, Privater Preisträger beim Fassadenpreis der Landeshauptstadt München 2007 | D-1-62-000-1284 | weitere Bilder          |
| Dienerstraße 17 (Standort)        | Wohn- und Geschäftshaus          | Eckbau, mit Turmerker, 1900 | D-1-62-000-1285 | weitere Bilder          |
| Dienerstraße 18 (Standort)        | Altmünchner Bürgerhaus           | Eckbau, im Kern spätmittelalterlich, Schopfwalmdach und ehemalige Fassadengliederung wohl frühklassizistisch, Ende 18. Jahrhundert; vereinfacht. | D-1-62-000-1286 | weitere Bilder          |
| Dienerstraße 19 (Standort)        | Wohn- und Geschäftshaus          | neubarock (vereinfacht), mit Erker und Eisenbalkonen, 1898 (bezeichnet) von Ludwig C. Lutz | D-1-62-000-1287 | Wohn- und Geschäftshaus |
| Dienerstraße 20 (Standort)        | Keller                           | Rest des Kellers eines ehemaligen Bürgerhauses, vier Joche als Kreuzgratgewölbe mit breiten Graten und Gurtbögen, um 1500. | D-1-62-000-8716 | Keller                  |
| Dienerstraße 22 (Standort)        | Spätbarocke Fassade              | eines Kaufmannshauses mit reicher Stuckgliederung und Muttergottesrelief, 18. Jahrhundert | D-1-62-000-1288 | Spätbarocke Fassade     |
| Dreifaltigkeitsplatz 1 (Standort) | Bürgerhaus                       | frühklassizistisch, um 1800, auf älterer Grundlage | D-1-62-000-1355 | Bürgerhaus              |
| Dreifaltigkeitsplatz 2 (Standort) | Mietshaus                        | Eckbau in deutscher Renaissance, bezeichnet 1896, von Heilmann und Littmann. | D-1-62-000-1356 | Mietshaus               |
| Dreifaltigkeitsplatz 3 (Standort) | Mietshaus                        | deutsche Renaissance, um 1902 | D-1-62-000-1357 | Mietshaus               |
| Dreifaltigkeitsplatz 4 (Standort) | Mietshaus                        | spätklassizistischer Eckbau, 3. Viertel 19. Jahrhundert, oberstes Geschoss mit Eckerkern Anfang 20. Jahrhundert | D-1-62-000-1358 | weitere Bilder          |

### E
| Lage                     | Objekt           | Beschreibung | Akten-Nr.       | Bild           |
| ------------------------ | ---------------- | --- | --------------- | -------------- |
| Ettstraße 2/4 (Standort) | Polizeipräsidium | weitläufiger, historisierender Komplex, mit Anklängen an Altmünchner Bauformen, von Theodor Fischer, 1910–1913; an der Ettstraße Einfriedung und Portal mit liegenden Löwenfiguren von Bernhard Bleeker, bauzeitlich; baulich im Zusammenhang mit der ehemaligen Augustinerkirche (Neuhauser Straße 2) | D-1-62-000-1578 | weitere Bilder |

### F
| Lage                                 | Objekt                                                       | Beschreibung | Akten-Nr.       | Bild                        |
| ------------------------------------ | ------------------------------------------------------------ | --- | --------------- | --------------------------- |
| Falckenbergstraße 9 (Standort)       | Mietshaus                                                    | Neurenaissance, reich gegliedert, 1879/80 von Anton Roth; verbunden mit Am Kosttor 2 (siehe dort). | D-1-62-000-1609 | Mietshaus                   |
| Falkenturmstraße 8 (Standort)        | Mietshaus                                                    | Neurokoko, reich stuckiert, 1894 von Ernst Dressler | D-1-62-000-1614 | Mietshaus                   |
| Falkenturmstraße 12 (Standort)       | Wohnhaus                                                     | von 1899, Rückgebäude von Platzl 4, 4a, vergleiche dort | D-1-62-000-1615 | Wohnhaus                    |
| Falkenturmstraße 14 (Standort)       | Mietshaus                                                    | Neurenaissance-Eckbau, um 1887 | D-1-62-000-1616 | Mietshaus                   |
| Färbergraben 11 (Standort)           | Wohn- und Geschäftshaus                                      | Neurenaissance, 1876 | D-1-62-000-1602 | Wohn- und Geschäftshaus     |
| Färbergraben 14 (Standort)           | Ehemaliges Druckereigebäude                                  | Gebäude der Münchener Neuesten Nachrichten, später Süddeutschen Zeitung, rückwärtig an das ehemalige Verlagshaus angebaut, vier bzw. fünfgeschossiger weitläufiger Zweckbau, nach Entwurf von Max Littmann, 1926–1929, mit späteren Veränderungen, 2013 in Neubebauung des Areals einbezogen. | D-1-62-000-6496 | Ehemaliges Druckereigebäude |
| Franz-Josef-Strauß-Ring 1 (Standort) | Bayerisches Armeemuseum                                      | Mittelteil des ehemaligen Bayerisches Armeemuseum (Torso nach Kriegszerstörung), 1900–1905 von Ludwig von Mellinger, Neurenaissance, mit Portikus im Westen und mit Kuppel (einbezogen in den Neubau der Bayerischen Staatskanzlei von 1990 bis 1993); vom nördlichen Kopfbau zum Teil die Reste der Hofgartenarkaden überfangen, siehe Galeriestraße 8/10. | D-1-62-000-2732 | weitere Bilder              |
| Franz-Josef-Strauß-Ring 1 (Standort) | Hofgartenarkaden                                             | Nördliche Randbebauung des Unteren Hofgartens, vom Lusthaus Albrecht V. Teile samt westlichem Eckturm und gewölbtem Gang mit Säulenarkaden erhalten, mit Resten von Rollwerkmalerei, um 1560; darüber Pfeilerarkadenreihe der ehemaligen Hofgartenarkaden, 1866 vom Neurenaissancebau des Kunstvereins überbaut; nach dessen Kriegszerstörung nur in Teilen überliefert; an das Untergeschoss anschließend in unteren Partien erhaltenes Brunnhaus Maximilian I., 1613–1617, Erweiterung von Leo von Klenze, 1847/48; mit technischer Ausstattung. | D-1-62-000-2732 | weitere Bilder              |
| Frauenplatz 1 (Standort)             | Kath. Metropolitan- und Stadtpfarrkirche Unserer Lieben Frau | (Dom, Frauenkirche), mächtige backsteingotische Hallenkirche mit Umgangschor, von Jörg von Halsbach 1468–1488, mit zwei Westtürmen, deren charakteristische Kuppelhauben 1524/25 aufgesetzt wurden; mit Ausstattung. | D-1-62-000-1808 | weitere Bilder              |
| Frauenstraße 6 (Standort)            | Mietshaus                                                    | Eckbau, mit Putzgliederung, 1882 | D-1-62-000-1812 | Mietshaus                   |
| Frauenstraße 8 (Standort)            | Mietshaus                                                    | neuklassizistisch, 1911 von Hans Hartl und Johann Baptist Schmidbauer | D-1-62-000-1813 | Mietshaus                   |
| Frauenstraße 9 (Standort)            | Mietshaus                                                    | Neurenaissance, Ende 19. Jahrhundert | D-1-62-000-1814 | Mietshaus                   |
| Frauenstraße 10/12 (Standort)        | Mietshausblock                                               | langgestreckte, barockisierende Fassade, mit vier Erkern, 1908–1909 von Stefan Wollmann; in Medaillons gemalte Ansichten von München | D-1-62-000-1815 | Mietshausblock              |
| Frauenstraße 11 (Standort)           | Mietshaus                                                    | in spätklassizistischer Tradition, 1890 von August Exter | D-1-62-000-1816 | Mietshaus                   |
| Frauenstraße 13 (Standort)           | Mietshaus                                                    | deutsche Renaissance, mit zwei Erkern; 1902; große Hausmadonna | D-1-62-000-1818 | Mietshaus                   |
| Frauenstraße 14 (Standort)           | Mietshaus                                                    | spätklassizistisch, um 1860; Gruppe mit Nr. 16 | D-1-62-000-1819 | Mietshaus                   |
| Frauenstraße 15 (Standort)           | Mietshaus                                                    | neuklassizistisch, um 1900, im Kern wohl älter | D-1-62-000-1820 | Mietshaus                   |
| Frauenstraße 16 (Standort)           | Mietshaus                                                    | spätklassizistisch, um 1860; Gruppe mit Nr. 14 | D-1-62-000-1821 | Mietshaus                   |
| Frauenstraße 18 (Standort)           | Mietshaus                                                    | fünfgeschossiger, reich gegliederter Neurenaissancebau, errichtet von Johann Thomas 1876 | D-1-62-000-1822 | Mietshaus                   |
| Frauenstraße 19 (Standort)           | Städt. Riemerschmid-Wirtschaftsschule                        | stattlicher Bau im barockisierenden Jugendstil, 1900–1901 von Robert Rehlen; mit Westenriederstraße 20 | D-1-62-000-1823 | weitere Bilder              |
| Frauenstraße 20 (Standort)           | Mietshaus                                                    | Neurenaissance, 1875, 1904 teilweise umgestaltet | D-1-62-000-1824 | Mietshaus                   |
| Frauenstraße 22 (Standort)           | Mietshaus                                                    | neubarock, reich gegliedert und stuckiert, um 1880/90 | D-1-62-000-1825 | Mietshaus                   |
| Frauenstraße 26 (Standort)           | Mietshaus                                                    | Neurenaissance, um 1870/80 | D-1-62-000-1826 | Mietshaus                   |
| Frauenstraße 28 (Standort)           | Mietshaus                                                    | Neurenaissance, um 1870/80 | D-1-62-000-1827 | Mietshaus                   |
| Frauenstraße 34 (Standort)           | Mietshaus                                                    | spätbiedermeierlich, 1865 von Michael Reifenstuel; Innenbau 1992/93 weitgehend erneuert | D-1-62-000-1828 | Mietshaus                   |
| Frauenstraße 36 (Standort)           | Mietshaus                                                    | spätbiedermeierlich, 3. Viertel 19. Jahrhundert | D-1-62-000-1829 | Mietshaus                   |
| Frauenstraße 38 (Standort)           | Mietshaus                                                    | spätbiedermeierlich, 3. Viertel 19. Jahrhundert | D-1-62-000-1830 | Mietshaus                   |
| Frauenstraße 44 (Standort)           | Fassade des Mietshauses                                      | fünfgeschossig, mit gotisierender Gliederung, von Franz Kil, bezeichnet 1864, Zinnenbekrönung Rekonstruktion von 1926; Abbruch des Hauses 1989/90 | D-1-62-000-1831 | Fassade des Mietshauses     |
| Fürstenfelder Straße 13 (Standort)   | Spätbarockes Bürgerhaus                                      | mit konvex gebogener, reich stuckierter Fassade, um 1730/40; Erdgeschoss 1910 verändert; städtebaulicher Abschluss der Sendlinger Straße | D-1-62-000-1956 | Spätbarockes Bürgerhaus     |

### G
| Lage                                       | Objekt                                                      | Beschreibung | Akten-Nr.       | Bild           |
| ------------------------------------------ | ----------------------------------------------------------- | --- | --------------- | -------------- |
| Galeriestraße 2/2a/2b/4/4a/6/6a (Standort) | Hofgartenarkaden                                            | Nordtrakt (vergleiche Hofgarten) nebst darübergebautem, langgestrecktem Gebäude (der ehemaligen Gemäldegalerie), 1779–1783 von Karl Albert von Lespilliez; nach dem Zweiten Weltkrieg Wiederaufbau 1952 nach Plänen von Josef Wiedemann (u. a.) Kunstverein, Nr. 4, Deutsches Theatermuseum, Nr. 4a). | D-1-62-000-2026 | weitere Bilder |
| Galeriestraße 8/10 (Standort)              | Nördliche Randbebauung des Unteren Hofgartens, Hofbrunnwerk | Mehrere Bauphasen seit der 2. Hälfte des 16. Jahrhunderts, zuletzt (1866) vom Neurenaissancebau des Kunstvereins überbaut, nach dessen Kriegszerstörung nur in Teilen überliefert. Vom Lusthaus Albrecht V. (Baumaßnahmen seit ca. 1560) Teile samt westlichem Eckturm und gewölbtem Gang mit Säulenarkaden erhalten; mit Resten von Rollwerkmalerei. Darüber Pfeilerarkadenreihe der ehemaligen Hofgartenarkaden (später in den ehemaligen Kunstverein integriert). An das Untergeschoss anschließend in unteren Partien erhaltenes Brunnhaus Maximilian I. (1613–1617) samt Erweiterung Leo von Klenzes von 1847/48 (u. a. gewölbter Turbinenraum mit Kolbenpumpen und Turbinen). | D-1-62-000-2027 | weitere Bilder |

### H
| Lage                                                   | Objekt                                             | Beschreibung | Akten-Nr.                | Bild                          |
| ------------------------------------------------------ | -------------------------------------------------- | --- | ------------------------ | ----------------------------- |
| Hackenstraße 3 (Standort)                              | Wohn- und Geschäftshaus                            | viergeschossiger Neurenaissancebau mit erhöhtem Mittelbau und Stuckdekor, 1874; Gruppe mit Nr. 5 | D-1-62-000-2350          | weitere Bilder                |
| Hackenstraße 4 (Standort)                              | Wohn- und Geschäftshaus                            | langgestreckter viergeschossiger Neubarockbau mit Zwerchhäusern, Fassadengliederung durch flache Risalite und Kolossallisenen, von Josef Wölker, bezeichnet 1892 und bezeichnet 1893 | D-1-62-000-2351          | weitere Bilder                |
| Hackenstraße 6 (Standort)                              | Schmales Bürgerhaus                                | schmaler fünfgeschossiger Bau, zwischen alten Kommunmauern erbaut von Johann Thomas 1879/80, Fassade im Stil des Frühklassizismus wohl Redaktion der frühen Nachkriegszeit; mit Nr. 8 seit 1879 baulich verbunden | D-1-62-000-2353          | weitere Bilder                |
| Hackenstraße 7 (Standort)                              | Palais Rechberg oder Radspielerhaus                | Stattlicher viergeschossiger Vierseitkomplex mit Treppenturm und nach Süden verlängertem Westflügel, erbaut 1678 und später erweitert, verändert um 1817 durch Jean-Baptiste Métivier (der hier wohnte), 1871/75 weitgehend umgebaut und aufgestockt (neue straßenseitige Fassaden), Nordflügel 1874/75 nach Osten durch Anbau mit straßenseitigem Schweifgiebel verlängert, Fassadengestaltung von Peter (?) Berger; mit Garten; im Garten Brunnen von Roman Anton Boos, 18. Jahrhundert und Säulenbrunnen von etwa 1780. | D-1-62-000-2354          | weitere Bilder                |
| Hackenstraße 8 (Standort)                              | Altmünchner Bürgerhaus                             | viergeschossiger Bau mit Mansarddach, reich gegliederte Putzfassade des späteren 18. Jahrhunderts; Geburtshaus des Malers Anton Doll (1826–1887); seit 1879 zum Teil baulich mit Nr. 6 verbunden | D-1-62-000-2355          | weitere Bilder                |
| Hackenstraße 10 (Standort)                             | Haus zur Hundskugel                                | Altmünchner Bürgerhaus, viergeschossiger Bau mit Putzgliederung, mit Hauszeichen „Hundskugel“, entstanden 1741 durch Um- oder weitgehenden Neubau, vielleicht um 1759 verändert; Wohnhaus der Bildhauer Johann Baptist Straub und Roman Anton Boos. | D-1-62-000-2356          | weitere Bilder                |
| Hartmannstraße 1 (Standort)                            | Altmünchner Bürgerhaus                             | vielleicht 17. Jahrhundert, Fassade 1893 von Oscar Strelin historisierend übergangen (vor allem Dachausbauten) | D-1-62-000-2430          | weitere Bilder                |
| Hartmannstraße 8 (Standort)                            | Schlößl- oder Gschlößlbräu                         | 1846 zu Wohnhaus umgebaut, Aufstockung und neubarocke Fassadengestaltung 1891–1892 von Johann Grübel. | D-1-62-000-2431          | weitere Bilder                |
| Heiliggeiststraße 2 (Standort)                         | Wohn- und Geschäftshaus                            | Rückgebäude, im Kern wohl noch 16. Jahrhundert | D-1-62-000-6756          | Wohn- und Geschäftshaus       |
| Heiliggeiststraße 2a (Standort)                        | Miets- und Geschäftshaus                           | viergeschossiger klassizistischer Pultdachbau, um 1810 | D-1-62-000-2453          | Miets- und Geschäftshaus      |
| Heiliggeiststraße 6 (Standort)                         | Mietshaus                                          | malerischer Eckbau in deutscher Renaissance, reiche Giebelseite zum Viktualienmarkt, 1897 von Ludwig Marckert | D-1-62-000-2455          | weitere Bilder                |
| Herrnstraße 19/19a (Standort)                          | Pädagogisches Institut                             | Vier- bzw. fünfgeschossiger, kubischer Bau mit Dachgeschoss um zentralen Innenhof, mit klassizisierendem Portal und Eingang mit Relief, nach Süden Fensterschürzen mit Mosaiksteinchen; Kindergarten, eingeschossiger Bau mit flachem Satteldach, zwei den Baukörper drittelnde Eingänge mit Supraporten-Keramik; von Lois Knidlberger, 1958/59; am Kindergarten Fliesen mit figürlichen Darstellung, von Eugen Maria Cordier, gleichzeitig. | D-1-62-000-10426         | Pädagogisches Institut        |
| Herrnstraße 21 (Standort)                              | Volksschule                                        | stattlicher, reich gegliederter Neurenaissancebau, 1881–1882 von Friedrich Löwel | D-1-62-000-2510          | weitere Bilder                |
| Herrnstraße 36 (Standort)                              | Mietshaus                                          | Neurokoko, Ende 19. Jahrhundert | D-1-62-000-2511          | Mietshaus                     |
| Herzog-Rudolf-Straße 9 (Standort)                      | Mietshaus                                          | Neurenaissance, Ende 19. Jahrhundert | D-1-62-000-2539          | Mietshaus                     |
| Herzogspitalstraße 1 (Standort)                        | Geschäfts- und Mietshaus                           | Neurenaissance, mit Erker, bezeichnet 1893 | D-1-62-000-2541          | Geschäfts- und Mietshaus      |
| Herzogspitalstraße 5 (Standort)                        | Doppelhaus                                         | des mittleren 19. Jahrhunderts, Westhälfte neugotisch von 1855, Osthälfte Neurenaissance, mit Gedenktafel für Gabriel Barth | D-1-62-000-2542          | weitere Bilder                |
| Herzogspitalstraße 7 (Standort)                        | Kath. Herzogspitalkirche                           | Ehemalige Katholische Herzogspitalkirche, im Hof barocker Turm von Johann Andrea Trubillio erhalten, 1727/28, sonst Neubau von Alexander von Branca und Herbert Groethuysen, 1954/55; mit Ausstattung; Klostergebäude mit ehemaligem Mädchenwohnheim, fünfgeschossiger Backsteinbau mit Turm, von Alexander von Branca und Herbert Groethuysen, 1954/55. | D-1-62-000-2543          | weitere Bilder                |
| Herzogspitalstraße 8 (Standort)                        | Mietshaus                                          | mit klassizistischer Fassade von 1806, im Kern z. T. älter, Gaststätte 1898 neugotisch ausgestattet | D-1-62-000-2544          | Mietshaus                     |
| Herzogspitalstraße 9 (Standort)                        | Mietshaus                                          | erbaut 1807 von Hofmaurermeister Joseph Deiglmayr; Fassade später zum Teil verändert; vergleiche Nr. 11 | D-1-62-000-2545          | Mietshaus                     |
| Herzogspitalstraße 10 (Standort)                       | Mietshaus                                          | klassizistisch, 1806; Fassade zum Teil leicht verändert | D-1-62-000-2546          | Mietshaus                     |
| Herzogspitalstraße 12 (Standort)                       | Ehemaliges Gesandtenhaus                           | sogenanntes Palais Woronzow, 1830–1877 Gymnasium, jetzt Verwaltungsgebäude, Zweiflügelanlage mit schmalen Hof an der Westseite, dreigeschossiges klassizistisches Hauptgebäude von Franz Ignaz Kirchgrabner 1807/08, Fassade später leicht vereinfacht | D-1-62-000-2548          | Ehemaliges Gesandtenhaus      |
| Herzogspitalstraße 14 (Standort)                       | Mietshaus                                          | fünfgeschossiger biedermeierlicher Bau mit schlichter Fassadengestaltung, im unteren Teil spätmittelalterlich, 1872 um zwei Geschosse erhöht von W. Kleinschmidt, 1984 modernisiert | D-1-62-000-2549          | Mietshaus                     |
| Herzogspitalstraße 16 (Standort)                       | Mietshaus                                          | fünfgeschossiger biedermeierlicher Bau mit schlichter Fassadengestaltung, im Kern wohl spätmittelalterlich, Aufstockung 1882 von Franz Rose, 1984 modernisiert | D-1-62-000-2550          | Mietshaus                     |
| Herzogspitalstraße 20 (Standort)                       | Geschäfts- und Wohnhaus                            | neubarock, mit zwei Erkern, Stuckdekor und Madonnenrelief, 1899 für Baumeister Franz Xaver Ilg, wohl nach eigenem Entwurf | D-1-62-000-2552          | weitere Bilder                |
| Herzog-Wilhelm-Straße 7 (Standort)                     | Mietshaus                                          | Neurenaissance, mit Erker, Ende 19. Jahrhundert | D-1-62-000-2608          | Mietshaus                     |
| Herzog-Wilhelm-Straße 8; Herzogspitalstraße (Standort) | Cafe-Pavillon                                      | eingeschossiger Flachdachbau mit freistehendem, höheren Lüftungsturm, mit umlaufendem bzw. als Pergola fortgeführtem Vordach und Platzgestaltung, von Paolo Nestler, 1970; Farbgestaltung am Lüftungsturm von Günter Fruhtrunk, gleichzeitig | D-1-62-000-10254         | BW                            |
| Herzog-Wilhelm-Straße 11 (Standort)                    | Stadtsteueramt                                     | Verwaltungsbau, 1953/54 vom Stadtbauamt nach Plänen von Karl Delisle und Max Panitz in städtebaulich wichtiger Altstadtrandlage als mehrflügelige, fünf- bis siebengeschossige Anlage in Stahlbetonkonstruktion mit in Backstein ausgefachten Rasterfassaden errichtet; Haupttrakt mit vorkragendem Flachdach über eingezogenem Obergeschoss, Portalgestaltung mit Figurenfries von Andreas Rauch; großer Gartenhof, mit umlaufender verglaster Schalterhalle; Tierplastik von Erich Hoffmann. | D-1-62-000-7859          | Stadtsteueramt                |
| Herzog-Wilhelm-Straße 17 (Standort)                    | Mietshaus                                          | fünfgeschossiger Bau mit Erkern und Balkonen, errichtet in den Formen des späten Jugendstils, mit angeschlossenem Rückflügel, von Fritz Hessemer, bezeichnet 1915 | D-1-62-000-2609          | Mietshaus                     |
| Herzog-Wilhelm-Straße 29 (Standort)                    | Kleinhaus                                          | dreigeschossiger Bau, die beiden unteren Geschosse im Kern wohl vor 1570, um 1857 aufgestockt, Erdgeschoss 1926 zum Konditorei-Café grundlegend umgebaut, Umbau und Erweiterung 1984, baulich mit Nr. 31 verbunden; Gruppe mit Nr. 31 und Kreuzstraße 23, 25, 27 | D-1-62-000-2611          | Kleinhaus                     |
| Herzog-Wilhelm-Straße 31 (Standort)                    | Kleinhaus                                          | ein dreigeschossiger Bau mit konvex abgerundeter Südfassade, im Kern wohl 17. Jahrhundert, um 1984 wurde das Erdgeschoss dem Café im Nachbarhaus Nr. 29 angeschlossen; Rückgebäude, dreigeschossiger Bau mit trapezförmigem Grundriss, umgebaut 1865, im Kern älter; Gruppe mit Nr. 29 und Kreuzstraße 23, 25, 27 | D-1-62-000-2612          | Kleinhaus                     |
| Hildegardstraße 1 (Standort)                           | Ehemaliges. Gartenhaus                             | sogenanntes Dall’Armi-Haus, heute Betriebsgebäude der Kammerspiele, schlichte ungegliederte Westfassade mit profiliertem Traufgesims, Ostfassade mit frühklassizistischer Putzgliederung und geohrten Fensterfaschen, um 1800 | D-1-62-000-1610          | Ehemaliges. Gartenhaus        |
| Hildegardstraße 3/5 (Standort)                         | Stattliches Doppelhaus                             | Maximilianstil, mit Flachgiebel an gemeinsamem Mittelrisalit, 1872–1874 von Baumeister Reinhold Hirschberg; Gruppe mit Stollbergstraße 11. | D-1-62-000-2642          | weitere Bilder                |
| Hildegardstraße 8 (Standort)                           | Mietshaus                                          | spätklassizistischer Eckbau, um 1860/70 | D-1-62-000-2643          | Mietshaus                     |
| Hochbrückenstraße 7 (Standort)                         | Polizeiinspektion 11 Altstadt                      | Polizeidienstgebäude, in städtebaulich wirkungsvoller Position, in sachlich-reduziert historisierenden Formen errichteter Komplex; fünfgeschossiger Längstrakt im Osten, mit klinkerverblendetem Erdgeschoss, Flachbogen und abgestuftem Südgiebel; viergeschossiger südlicher Seitenflügel; rückwärtiger Querbau im Norden; erbaut nach Plänen von Rudolf Pfister und Landbauamt München, 1923/25. | D-1-62-000-2687          | Polizeiinspektion 11 Altstadt |
| Hochbrückenstraße 14 (Standort)                        | Mietshaus                                          | viergeschossiger spätklassizistischer Eckbau mit Lisenen, 1855–1858 | D-1-62-000-2688          | Mietshaus                     |
| Hochbrückenstraße 16 (Standort)                        | Mietshaus                                          | viergeschossiger, schlichter Bau im Maximilianstil, um 1855/58, 1991 und 2005 Umbau zum Hotel, Zusammenschluss mit Haus Nr 18 | D-1-62-000-2689          | weitere Bilder                |
| Hochbrückenstraße 18 (Standort)                        | Mietshaus                                          | viergeschossiger spätklassizistischer Bau mit Stichbogenfenstern, erbaut von Georg Fischer, 1854, 1991 und 2005 Umbau zum Hotel, Zusammenschluss mit Haus Nr 16 | D-1-62-000-2690          | Mietshaus                     |
| Hochbrückenstraße 20 (Standort)                        | Mietshaus                                          | viergeschossiger spätklassizistischer Bau mit Stichbogenfenstern, errichtet von Carl Deiglmayr 1854, Fassade vereinfacht | D-1-62-000-2691          | Mietshaus                     |
| Hofgarten (Standort)                                   | Hofgarten                                          | 1613–17 angelegt. Rechteckiges Areal nördlich der Residenz mit nach 1945 wiederhergestellter Einteilung italienischer Art (mit vier neuen Schalenbrunnen). An der Südseite, jenseits der Hofgartenstraße, der Festsaalbau der Residenz (siehe Hofgartenstraße 2), im Osten die Bayerische Staatskanzlei (ehemaliges Armeemuseum, siehe Franz-Josef-Strauß-Ring 1). West- und Nordseite von den im frühen 17. Jahrhundert erbauten, später erneuerten Hofgartenarkaden umgeben (siehe Odeonsplatz 6–18 und Galeriestraße 2, 2a, 2b, 4, 4a, 6, 6a und 8, 10). Teil der Arkaden zwischen Nordwestecke der Residenz und dem Bazar (Odeonsplatz 6–18) nicht überbaut, zum Hofgarten geöffnet, erbaut 1822–1826 von Leo von Klenze zusammen mit dem Hofgartentor (zwischen Hofgartenstraße und Odeonsplatz; siehe Odeonsplatz) von 1816/18 in ihrer Mitte. An der Rückwand innen historische Fresken der Cornelius-Schule (1826–1829). | D-1-62-000-2730          | weitere Bilder                |
| Hofgarten (Standort)                                   | Hofgartentempel                                    | in der Mitte der Anlage, 1615 wohl von Heinrich Schön d. Ä.; auf der Kuppel Kopie der Tellus Bavaria (Bronze, um 1590 von Hubert Gerhard mit Putten und Attributen des frühen 17. Jahrhunderts) | D-1-62-000-4932          | weitere Bilder                |
| Hofgarten (Standort)                                   | Brunnen                                            | Nymphenbrunnen (fälschlich auch Loreleybrunnen), 1852; auf Unterbau Bronzereplik der Nymphe von Anif von Ludwig Schwanthaler; an der Westseite des Hofgartens. | D-1-62-000-4932          | weitere Bilder                |
| Hofgarten (Standort)                                   | Kriegerdenkmal                                     | 1924–26 von Karl Knappe, Thomas Wechs und Eberhard Finsterwalder; vor dem Armeemuseum. Die Rotmarmor-Liegefigur eines Kriegers von Bernhard Bleeker 1972 durch Bronzekopie ersetzt. | D-1-62-000-4932          | weitere Bilder                |
| Hofgarten (Standort)                                   | Reiterstandbild                                    | des Herzogs Otto von Wittelsbach (Bronze), 1911 von Ferdinand von Miller; vor der Freitreppe des Armeemuseums | D-1-62-000-4932 Wikidata | weitere Bilder                |
| Hofgartenstraße 1 (Standort)                           | Ägyptischer Obelisk                                | 1./2. Jahrhundert n. Chr., 1972 vor dem Eingang der Ägyptischen Staatssammlung (Hofgartenstraße 2) aufgestellt. 2007 umgezogen in das Staatliche Museum Ägyptischer Kunst München. | D-1-62-000-4932          | Ägyptischer Obelisk           |
| Hofgartenstraße 2 (Standort)                           | Residenz                                           | (siehe Residenzstraße 1 und Marstallplatz 8), langgestreckte monumentale Schaufront in zwei bzw. drei Geschossen mit erhöhten Eckpavillons, vor dem Mittelrisalit Loggia mit Figuren von Ludwig Schwanthaler, Westteil unter Verwendung des Vorgängerbaues (Kaisersaaltrakt) des frühen 17. Jahrhunderts, von Leo von Klenze, 1832–1842, Umbau des östlichen Pavillons und angrenzenden Rückflügels für die Bayerische Akademie der Wissenschaften, 1957–1959, vergleiche Hofgarten. | D-1-62-000-2733          | weitere Bilder                |
| Hofgraben 4 (Standort)                                 | Ehemals Hofmarstall und Kunstkammer                | sogenannte Alte Münze, jetzt Bayerisches Landesamt für Denkmalpflege, Vierflügelbau mit dreigeschossigem Arkadenhof, errichtet unter der Bauleitung von Wilhelm Egckl 1563–1567, Umbau zur Münze durch Andreas Gärtner (mit Franz Thurn) 1807–1809, klassizistische Fassadengestaltung von 1807 bis 1809, nach schweren Kriegsschäden Wiederaufbau 1950–1952; siehe auch die zugehörigen Häuser Pfisterstraße 3 und 5 sowie den nördlichen Erweiterungsbau der Münze Maximilianstraße 6/8 | D-1-62-000-2735          | weitere Bilder                |
| Hotterstraße 10 (Standort)                             | Hochbunker                                         | viergeschossiger Massivbetonbau über rechteckigem Grundriss und mit Flachdach, Eckrustizierung und Fenstereinfassungen, nach Plänen des Landbauamtes München, 1941 | D-1-62-000-8535          | Hochbunker                    |
| Hotterstraße 13 (Standort)                             | Mietshaus                                          | dreigeschossiger Neubarockbau mit verschieden großen Zwerchhäusern, von Oscar Strelin, 1893; seit 1992 mit dem nördlich anschließenden Haus (erbaut 1977) im Inneren verbunden | D-1-62-000-2839          | Mietshaus                     |
| Hotterstraße 18 (Standort)                             | Altmünchner Bürgerhaus (Gaststätte zur Hundskugel) | Dreigeschossiger Eckbau mit Pultdach bzw. Halbgiebel und Flacherker, im Kern vielleicht spätmittelalterlich, um 1496, wohl um 1640 umgebaut und aufgestockt. | D-1-62-000-2841          | weitere Bilder                |

### J
| Lage                            | Objekt                                                                                     | Beschreibung | Akten-Nr.       | Bild               |
| ------------------------------- | ------------------------------------------------------------------------------------------ | --- | --------------- | ------------------ |
| Josephspitalstraße 2 (Standort) | Bürgerhaus                                                                                 | mit Putzrahmen um die Fenster, vor 1780; Erdgeschoss verändert; an der Ecke Sebastiansfigur | D-1-62-000-3127 | weitere Bilder     |
| Josephspitalstraße 4 (Standort) | Schmales Mietshaus                                                                         | Neurenaissance, mit Erker, Ende 19. Jahrhundert | D-1-62-000-3128 | Schmales Mietshaus |
| Josephspitalstraße 8 (Standort) | Stadtsteueramt                                                                             | siehe Herzog-Wilhelm-Straße 11 | D-1-62-000-7859 | Stadtsteueramt     |
| Jungfernturmstraße (Standort)   | An der Südseite der letzte oberirdisch anschauliche Rest der ehemaligen inneren Stadtmauer | Rohziegelbau, um 1300 / 15. Jahrhundert, mit stadtseitiger Wand des ehemaligen Jungfernturmes aus dem späten 15. Jahrhundert und an diesen erinnernde Gedenktafel der 2. Hälfte des 19. Jahrhunderts | D-1-62-000-3140 | weitere Bilder     |

### K
| Lage                                     | Objekt                                          | Beschreibung | Akten-Nr.       | Bild                      |
| ---------------------------------------- | ----------------------------------------------- | --- | --------------- | ------------------------- |
| Kardinal-Faulhaber-Straße 1 (Standort)   | Ehemals königliche Filialbank                   | ab 1918 Bayerische Staatsbank, dann Bayerische Vereinsbank, jetzt HypoVereinsbank, monumentaler Neubarockbau, 1893–1894 (Südteil) und 1907–1908 von Albert Schmidt, Privater Preisträger beim Fassadenpreis der Landeshauptstadt München 2005; zugehörig Salvatorstraße 11, siehe auch Prannerstraße 2 | D-1-62-000-3230 | weitere Bilder            |
| Kardinal-Faulhaber-Straße 7 (Standort)   | Palais Holnstein                                | Ursprünglich Adelswohnsitz, seit 1818 Erzbischöfliches Palais, mit um einen Innenhof gruppierten Flügeln, dreigeschossiger Bau mit reicher Rokokogliederung und Dreiecksgiebel, von Francois de Cuvilliés d. Ä., 1735/1837; mit Innenausstattung. (Geschütztes Kulturgut) | D-1-62-000-3233 | weitere Bilder            |
| Kardinal-Faulhaber-Straße 10 (Standort)  | Ehemals Bayerische Hypotheken- und Wechsel-Bank | jetzt HypoVereinsbank, Westflügel, monumentaler Neubarockbau, 1895–1896 von Emil Schmidt, mit reichem plastischem Schmuck von Hugo Kaufmann (Ostbau siehe Theatinerstraße 11) | D-1-62-000-3234 | weitere Bilder            |
| Kardinal-Faulhaber-Straße 12 (Standort)  | Fassade des ehemaligen Palais (Fugger-)Portia   | reich gegliederte und stuckierte Barockfassade, von Philipp Zwerger nach Entwurf von Enrico Zuccalli, 1693/1694, umgestaltet von François de Cuvilliés d. Ä., 1737. (Geschütztes Kulturgut) | D-1-62-000-3235 | weitere Bilder            |
| Kardinal-Faulhaber-Straße 14 (Standort)  | Ehemals Bayerische Vereinsbank                  | jetzt HypoVereinsbank, stattlicher Neurenaissance-Eckbau, 1885–1886 von Wilhelm Martens, 1891–1893 in gleichen Formen nach Norden erweitert; 1948–1852 Wiederaufbau durch Carl Sattler, 1977 umgestaltet; an der Südseite die Maffeistraße überspannender Maffeibogen, 1923 von Friedrich Thiersch, mit Dekoration von Wilhelm Nida-Rümelin | D-1-62-000-3236 | weitere Bilder            |
| Kardinal-Faulhaber-Straße 15 (Standort)  | Wohn- und Geschäftshaus                         | fünfgeschossiger Eckbau, errichtet im Maximilianstil nach Plänen von Jordan Maurer († 1854) und Reinhold Hirschberg, 1855–1857, nach Kriegsschäden Wiederaufbau durch Wilhelm Demmer, 1948–1950 | D-1-62-000-3238 | weitere Bilder            |
| Kardinal-Faulhaber-Straße 14a (Standort) | Teil des Palais Montgelas                       | siehe Promenadeplatz 2 ehemals unter der Nummer D-1-62-000-3237 separat aufgeführt | D-1-62-000-5614 | Teil des Palais Montgelas |
| Karlsplatz (Standort)                    | Karlstor (München)                              | bis 1791 Neuhauser Tor, im Kern um 1300, nach Abtragung des Hauptturmes von Arnold Zenetti neugotisch 1861/62 umgestaltet; in der mittleren Durchfahrt rechts jetzt drei Bronzefiguren vom ehemaligen Fischbrunnen am Marienplatz, 1866 (vergleiche dort). (Geschütztes Kulturgut) | D-1-62-000-4711 | weitere Bilder            |
| Karlsplatz 7/8/10/11/12 (Standort)       | Karlsplatz-Rondell                              | etwa halbkreisförmige Folge von Geschäftshäusern beiderseits des Karlstores (siehe Karlstor), an Stelle der klassizistischen Vorgängerbauten von 1792 bis 1796 neu erbaut 1899–1901 von Gabriel von Seidl (Fassaden) und Oscar Strelin in repräsentativem Neubarock; Mittelteil einer wesentlich längeren Baugruppe, Privater Preisträger beim Fassadenpreis der Landeshauptstadt München 2007 | D-1-62-000-3246 | weitere Bilder            |
| Karmeliterstraße 1 (Standort)            | Ehemalige Karmeliterkirche St. Nikolaus         | jetzt Bibliothek des Metropolitankapitels München und Archiv des Erzbistums München und Freising, ehemals gewestete Basilika über rechteckigem Grundriss mit Querhaus und Chorflankenturm, Frühbarockbau, von Marx Schinnagl, 1657–60, Äußeres mit Pilastern, Friesen und Segmentgiebel klassizistisch umgestaltet, von Nikolaus Schedel von Greiffenstein, 1802–1805, nach schwerer Kriegsbeschädigung 1944 äußerlich wiederhergestellt, bis 1949, Inneres umgebaut und unterteilt, durch Sep Ruf, 1955–57 | D-1-62-000-3274 | weitere Bilder            |
| Kaufingerstraße 2 (Standort)             | Bürgerhaus                                      | mit reich gegliederter und stuckierter Fassade, um 1770; jetzt mit Marienplatz 1 verbunden, siehe dort | D-1-62-000-3294 | Bürgerhaus                |
| Kaufingerstraße 8 (Standort)             | Neubarockportal                                 | samt Ädikulafenster mit Reliefbüste der hl. Maria in Muschelnische darüber, 1889 (?) | D-1-62-000-3293 | Neubarockportal           |
| Kaufingerstraße 10 (Standort)            | Geschäftshaus                                   | Natursteinfassade im Jugendstil, laut Inschrift 1904 von Georg Lersch und Paul Hirsch. | D-1-62-000-3292 | Geschäftshaus             |
| Kaufingerstraße 11a (Standort)           | Singer-Haus                                     | Geschäftshaus, sogenanntes Singer-Haus, fünfgeschossiger, asymmetrisch zweigeteilter Satteldachbau mit übergiebeltem Risalit, Muschelkalkfassade in Formen des späten Jugendstils, 1907/08, Umbau durch Heilmann & Littmann, 1925, kopierende Verlängerung nach Westen, 1978–1981. | D-1-62-000-3288 | Singer-Haus               |
| Kaufingerstraße 14/16 (Standort)         | Geschäftshaus                                   | barockisierende Natursteinfassade, 1913/14 von Karl Stöhr | D-1-62-000-3291 | Geschäftshaus             |
| Kaufingerstraße 24 (Standort)            | Geschäftshaus                                   | Neurenaissance-Eckbau mit reich gegliederter Natursteinfassade, 1888–1890 von Lorenz Wimmer; früher Gruppe mit Bauteil II = ehemals Liebfrauenstraße 2. | D-1-62-000-3290 | Geschäftshaus             |
| Kaufingerstraße 28 (Standort)            | Geschäftshaus                                   | Geschäftshaus Zum Schönen Turm, jetzt Hirmer-Haus, stattlicher historisierender Eckbau, bezeichnet 1914, von Eugen Hönig und Karl Söldner mit Bildhauerarbeiten von Julius Seidler; an der Ecke Modell des ehemals hier stehenden Schönen Turms. | D-1-62-000-3289 | weitere Bilder            |
| Kaufingerstraße 28 (Standort)            | Modell des Schönen Turms                        | Modell des ehemals hier stehenden Schönen Turms am Eck des Geschäftshauses Zum Schönen Turm, jetzt Hirmer-Haus. | D-1-62-000-3289 | weitere Bilder            |
| Kreuzstraße 1 (Standort)                 | Wohn- und Geschäftshaus                         | sogenanntes Roiger-Haus, über in Muschelkalk verkleideter Ladenzone viergeschossiger, langgestreckter Eckbau, mit turmbekröntem polygonalem Eckerker, darunter Baumskulptur mit Madonna, in Formen der Deutschen Renaissance mit spätgotischen Anklängen, von Max Ostenrieder mit Bauplastik von Anton Pruska, 1904/05, vereinfachter Wiederaufbau, nach 1945; vergleiche auch Ensemble Altstadt, Straßenbild Kreuzstraße (s. o.) sowie Straßenbildfolge Hackenstraße-Brunnstraße                           | D-1-62-000-3638 | weitere Bilder            |
| Kreuzstraße 10 (Standort)                | Allerheiligenkirche am Kreuz                    | dreijochiger spätgotischer Saalbau mit hohem Chorturm in schlichtem Sichtziegelmauerwerk, um 1485, Chorturm, nach 1493, An- und Umbau, 17. und 18. Jahrhundert, Wiederaufbau in reduzierten Formen, 1947–1949; mit Ausstattung | D-1-62-000-3639 | weitere Bilder            |
| Kreuzstraße 15 (Standort)                | Ehemaliges Altmünchner Bürgerhaus               | jetzt Wohn- und Geschäftshaus, fünfgeschossiger Putzbau mit schlichter spätklassizistischer Fassadengestaltung, im Kern vor 1570, Umbau, 1701, doppelte Aufstockung und Fassadenredaktion, durch A. Huber, 1863, Aufstockung, 2005 | D-1-62-000-3640 | weitere Bilder            |
| Kreuzstraße 23 (Standort)                | Ehemaliges Altmünchner Bürgerhaus               | jetzt Wohn- und Geschäftshaus, viergeschossiger Satteldachbau mit schlichter klassizistischer Fassadengestaltung, im Kern etwa um 1600, Aufstockung 1812; Teil einer Kleinhausgruppe mit Nr. 25, 27 und Herzog-Wilhelm-Straße 29 und 31 | D-1-62-000-3641 | weitere Bilder            |
| Kreuzstraße 27 (Standort)                | Ehemaliges Altmünchner Bürgerhaus               | jetzt Wohn- und Geschäftshaus, dreigeschossiger schlichter Putzbau, im Kern wohl 17. Jahrhundert, nach Kriegsschäden zum Teil erneuert, nach 1945; Teil einer Kleinhausgruppe mit Nr. 23, 25 und Herzog-Wilhelm-Straße 29 und 31 | D-1-62-000-3642 | weitere Bilder            |

### L
| Lage                             | Objekt                  | Beschreibung | Akten-Nr.       | Bild            |
| -------------------------------- | ----------------------- | --- | --------------- | --------------- |
| Ledererstraße 3 (Standort)       | Zerwirkgewölbe          | herzoglicher Bau der 2. Hälfte des 13. Jahrhunderts (Umfassungswände?), später mehrfach erneuert, vor allem nach 1726, mit zwei gewölbten Hallen übereinander. Westlich anschließend der die Straße überbrückende Schlichtingerbogen, siehe Burgstraße 8                                                                                   | D-1-62-000-3810 | weitere Bilder  |
| Ledererstraße 5 (Standort)       | Vereinshaus Scholastika | mit Gaststätte, barockisierend, 1914–1915 von Heilmann und Littmann nach Entwurf von Ludwig Ullmann; mit historischen Räumen der Erbauungszeit, u. a. Theatersaal; Einheit mit Münzstraße 2 | D-1-62-000-3811 | weitere Bilder  |
| Ledererstraße 7 (Standort)       | Bürgerhaus              | dreigeschossiger Satteldachbau mit stark vereinfachter Fassade, die beiden unteren Geschosse im Kern wohl noch spätmittelalterlich, Aufstockung in der 1. Hälfte des 19. Jahrhunderts, weitere Umbauten in der 2. Hälfte des 19. Jahrhunderts und 1. Hälfte des 20. Jahrhunderts                                                           | D-1-62-000-3812 | Bürgerhaus      |
| Ledererstraße 9/11/13 (Standort) | Bürgerhaus              | Vordergebäude dreigeschossig, im Kern mindestens 2. Hälfte 16. Jahrhundert, im 19. und frühen 20. Jahrhundert umgebaut; Rückgebäude, dreigeschossiger Satteldachbau, 1837 | D-1-62-000-8162 | Bürgerhaus      |
| Ledererstraße 11 (Standort)      | Wandverkleidung         | aus Kacheln mit Jugendstilornamenten, z. T. mit alpinen Motiven, Anfang 20. Jahrhundert; in den Erdgeschossräumen einer ehemaligen Käsehandlung | D-1-62-000-7910 | Wandverkleidung |
| Ledererstraße 14 (Standort)      | Walmdachhaus            | freistehend, um 1715/20 umgebaut und aufgestockt | D-1-62-000-3815 | Walmdachhaus    |
| Lenbachplatz 8 (Standort)        | Künstlerhaus            | malerischer, städtebaulich wirkungsvoller Neurenaissancebau, 1896–1900 von Gabriel von Seidl; besteht aus dem hohen, zurückgesetzten Hauptbau und niedrigem Vorbau mit Restaurant; dazwischen malerischer Hof; Innenräume nur zum Teil original erhalten, u. a. Treppenhaus sowie das Venezianische Zimmer im Nordpavillon des Restaurants | D-1-62-000-3824 | weitere Bilder  |
| Löwengrube 18 (Standort)         | Geschäftshaus           | im Kern Neurenaissance von 1899, umgebaut 1923 von Julius Metzger (von damals der stuckierte Neurokoko-Erker), nach Kriegsschäden um 1950 ausgebaut | D-1-62-000-4026 | weitere Bilder  |

### M
| Lage                                            | Objekt | Beschreibung | Akten-Nr.       | Bild                                       |
| ----------------------------------------------- | --- | --- | --------------- | ------------------------------------------ |
| Maderbräustraße 2 (Standort)                    | Miets- und Wirtshaus | deutsche Renaissance, bezeichnet 1901; Block mit Tal 10 | D-1-62-000-4141 | Miets- und Wirtshaus                       |
| Maderbräustraße 4 (Standort)                    | Rotmarmorepitaph | Mitte 16. Jahrhundert; im Durchgang | D-1-62-000-4140 | Rotmarmorepitaph                           |
| Marienplatz (Standort)                          | Fischbrunnen | Muschelkalk-Becken mit Reliefs und Bronze-Karpfen, von Josef Henselmann, 1954, drei Bronzefiguren vom Vorgängerbrunnen, von Konrad Knoll, 1862–1866 | D-1-62-000-4292 | weitere Bilder                             |
| Marienplatz (Standort)                          | Mariensäule | Säule in korinthischem Stil mit Immakulata, Unterbau mit vier Puttengruppen, alle Figuren in Bronze, Immakulata von Hubert Gerhard, 1593, errichtet 1638, erneuert 1970, Putti, 1639–1641 | D-1-62-000-4291 | weitere Bilder                             |
| Marienplatz 1 (Standort)                        | Thomass-Eck | ehemals Hauptwache, jetzt Wohn- und Geschäftshaus, sechsgeschossiger Eckbau mit Stuckdekor am ersten bis dritten Obergeschoss, Rokoko, weitgehender Neubau vermutlich über älterem Kern, von François de Cuvillies d. J., 1769–1771, zwei Geschosse aufgestockt und mit Nr. 2 vereinigt, 1870, z. T vereinfachter Wiederaufbau nach Kriegsschäden, 1950 | D-1-62-000-4286 | weitere Bilder                             |
| Marienplatz 2 (Standort)                        | Wohn- und Geschäftshaus | sechsgeschossiger Putzbau mit Fassadenmalerei, seit 1865 zu Nr. 1 gehörig, um zwei Geschosse aufgestockt, 1870, beim Wiederaufbau neugestaltet, 1951 | D-1-62-000-4287 | weitere Bilder                             |
| Marienplatz 8 (Standort)                        | Neues Rathaus | mehrere Höfe umschließender fünfgeschossiger Sichtziegelstein-Komplex mit Natursteingliederung, umlaufenden Arkaden, Erkern, Türmen und Ziergiebeln, außen wie innen reiche architektonisch-plastische Ausstattung in neugotischen Formen, von Georg von Hauberrisser, Osthälfte 1867–1874, rückseitig 1889–1893, Westteil mit Turm und Prunkhof 1899–1908/09 (Geschütztes Kulturgut) | D-1-62-000-4288 | weitere Bilder                             |
| Marienplatz 15 (Standort)                       | Altes Rathaus | Wiederhergestelltes Fragment, über zwei rundbogigen Durchfahrten hohes Obergeschoss, Treppengiebel, seitlich angestellter Turm, über Durchfahrt fünfgeschossig, von Jörg von Halsbach, 1470/80, Wiederaufbau des Saalbaus in spätgotischen Formen durch das städtische Bauamt in Zusammenarbeit mit Hans Döllgast, 1952–1957 (Geschütztes Kulturgut), Turm 1972–1974. | D-1-62-000-4289 | weitere Bilder                             |
| Marienplatz 21 (Standort)                       | Wohn- und Geschäftshaus | fünfgeschossiger Eckbau mit Arkaden im natursteinverkleideten Erdgeschoss und Naturstein-Eckerker, in historisierenden Formen, von Georg Meister und Oswald Eduard Bieber, 1911 | D-1-62-000-4290 | weitere Bilder                             |
| Marienstraße 2 (Standort)                       | Mietshaus | Neurenaissance-Eckbau, 1882 von Michael Reifenstuel | D-1-62-000-4294 | Mietshaus                                  |
| Marienstraße 10 (Standort)                      | Mietshaus | spätklassizistisch, Mitte 19. Jahrhundert | D-1-62-000-4295 | Mietshaus                                  |
| Marienstraße 18 (Standort)                      | Mietshaus | Neurenaissance, um 1870 | D-1-62-000-4296 | Mietshaus                                  |
| Marienstraße 21 (Standort)                      | Vindelikerhaus | viergeschossiges Traufseithaus, nach 1802, mit ehemaliger Nordmauer des Wachtturms Lueg ins Land | D-1-62-000-4297 | weitere Bilder                             |
| Marstallplatz (Standort)                        | Allerheiligen-Hofkirche | jetzt kultureller Veranstaltungsraum, Scheinbasilika in byzantinischen Formen mit romanisierender Fassade in Kelheimer Grünsandstein, von Leo von Klenze, 1826–1837, nach Kriegsschäden Sicherung mit Notdach durch Hans Döllgast, 1970/71, Wiederaufbau, 1986–2003, Preisträger beim Preis für Stadtbildpflege der Stadt München 2005 | D-1-62-000-4351 | weitere Bilder                             |
| Marstallplatz (Standort)                        | Altes Residenztheater (Cuvilliés-Theater) | Rokoko-Logenhaus, von François de Cuvilliés d. Ä., 1751–1753, nach massiver Kriegsbeschädigung am alten Standort Max-Joseph-Platz 1 Translozierung der Ausstattungsreste in den sogenannten Apothekenstock der Residenz von Klenze, 1835–1842, und dort Wiederaufbau, 1956–1958. | D-1-62-000-4351 | weitere Bilder                             |
| Marstallplatz (Standort)                        | Felsenbrunnen | klassizistisch, bezeichnet 1790 | D-1-62-000-4351 | weitere Bilder                             |
| Marstallplatz 4 (Standort)                      | Ehemalige Hofreitschule | 1819–22 von Leo von Klenze, klassizistischer Monumentalbau als Mittelteil der ehemals den Marstallplatz im Osten dreiseitig umfassenden Gebäudegruppe des Hofmarstalls, von dem nur noch Reste erhalten sind; siehe Maximilianstraße 15. | D-1-62-000-4348 | weitere Bilder                             |
| Marstallplatz 8 (Standort)                      | Bayerische Akademie der Wissenschaften | im Ostteil des Festsaalbaus (siehe Hofgartenstraße 2) | D-1-62-000-2733 | Bayerische Akademie der Wissenschaften     |
| Maxburgstraße 1 (Standort)                      | Restteil des ehemaligen Jesuitenkollegiums | aus dem späten 16. Jahrhundert, östlich an den fragmentarisch (ohne Oberteil) erhaltenen Turm von St. Michael an die Ecke der Ettstraße grenzend; siehe Neuhauser Straße 6 (St. Michael) und 8 (ehemals Kollegium/Alte Akademie) | D-1-62-000-4718 | Restteil des ehemaligen Jesuitenkollegiums |
| Maxburgstraße 2/4 (Standort)                    | Maxburg (München) | Neue Maxburg | D-1-62-000-7804 | Maxburg (München)                          |
| Maximiliansplatz (Standort)                     | Maximiliansplatz | Freifläche, städtebauliche Schöpfung des Klassizismus auf dem Gelände der ehemaligen Wallbefestigung, 1802–1805 angelegt, zusammen mit der Eschenanlage östlich von Maximiliansplatz 8 und dem Abschnitt westlich von Maximiliansplatz 5 als Park gestaltet, durch Carl Joseph von Effner, 1876–1878 | D-1-62-000-4425 | weitere Bilder                             |
| Maximiliansplatz (Standort)                     | Effner-Denkmal | für den Schöpfer der Anlagen, Weißmarmorbank und -büste, nahe dem Ostende der Anlage, von Wilhelm von Rümann und Friedrich Thiersch, 1886 | D-1-62-000-3825 | weitere Bilder                             |
| Maximiliansplatz (Standort)                     | Liebig-Denkmal | Sitzfigur aus Carraramarmor auf Granitsockel über Treppen-Rampen-Anlage, flankiert die den Park in der Mitte durchschneidende Fortsetzung der Max-Joseph-Straße, 1883, von Michael Wagmüller begonnen, nach seinem Tod von Wilhelm von Rümann vollendet. | D-1-62-000-3825 | weitere Bilder                             |
| Maximiliansplatz (Standort)                     | Pettenkofer-Denkmal | als Gegenstück zum Liebig-Denkmal, von Wilhelm von Rümann, 1909 | D-1-62-000-3825 | weitere Bilder                             |
| Maximiliansplatz (Standort)                     | Schiller-Denkmal | Bronzefigur auf Granitsockel mit Kalksteinstufen, am Ostende der Anlagen, von Max Widnmann entworfen und Ferdinand von Miller gegossen, 1863 | D-1-62-000-3825 | weitere Bilder                             |
| Lenbachplatz (Standort)                         | Wittelsbacher Brunnen | breitgelagerter Doppelschalenbrunnen aus Muschelkalkstein mit zwei seitlichen Figurengruppen in Marmor, am Westende des Parks, spätklassizistisch, von Adolf von Hildebrand, 1891–1895, Wiederherstellung der kriegsbeschädigten linken Figurengruppe, durch Theodor Georgii, 1951/52 | D-1-62-000-3825 | weitere Bilder                             |
| Maximiliansplatz 12a (Standort)                 | Kithan-Haus | repräsentatives Geschäfts- und Bürogebäude mit filigraner Fassade zum Maximiliansplatz, vollständig verglaster, siebengeschossiger Stahlbetonskelettbau mit nach Osten abgeknickter Fassadenachse, durch zweigeschossige Ladenzone, darüber umlaufenden Balkon und durch zurückgesetztes Terrassengeschoss mit einschwingendem Flachdach strukturiert, 1953 von Georg Brenninger | D-1-62-000-7900 | Kithan-Haus                                |
| Maximiliansplatz 18 (Standort)                  | Maxtor | mit Vasen bekrönte Torpfeiler und seitliche Durchgänge zwischen Nr. 17 und Nr. 18, zugehörig in den Winkel zwischen Nr. 18 und Nr. 19 eingefügte Blendarchitektur mit Brunnennische, von Nikolaus Schedel von Greiffenstein, 1804–1805, Rekonstruktion des östlichen Torteils, durch Erwin Schleich, 1983–1985 | D-1-62-000-4423 | weitere Bilder                             |
| Maximiliansplatz 18 (Standort)                  | Wohn- und Geschäftshaus | fünfgeschossiger, dreiseitig freistehender Bau mit dezentralem Mittelrisalit, Bronzereliefs, Neurenaissance, von Franz Rank, um 1897 | D-1-62-000-4422 | weitere Bilder                             |
| Maximiliansplatz 19 (Standort)                  | Wohn- und Geschäftshaus | viergeschossiger Mansarddachbau in Ecklage, Gliederung in Formen der Neurenaissance mit Türeinfassungen in Naturstein, von Karl Stöhr, 1896; Grabplatte, über der Tür an der Rückseite (Rochusstraße 2), wohl 1647 | D-1-62-000-4424 | Wohn- und Geschäftshaus                    |
| Maximilianstraße 2 (Standort)                   | Palais Toerring-Jettenbach | der ehemaligen Hauptpost mit 13 Bogenöffnungen und Obergeschoss, angelehnt an das Findelhaus (Ospedale degli Innocenti) von Filippo Brunelleschi in Florenz, von Leo von Klenze, 1835–1838, nach Osten und Süden Fassadengestaltung fortgesetzt, von Friedrich Bürklein, 1858–1860 | D-1-62-000-5761 | weitere Bilder                             |
| Maximilianstraße 6/8 (Standort)                 | Münzarkaden | nördlicher Erweiterungsbau der ehemaligen Münze, mit Figuren bekrönte Arkadenfront zwischen erhöhten Eckbauten, 1857–1863 von Friedrich Bürklein; vergleiche Hofgraben 4 | D-1-62-000-4428 | weitere Bilder                             |
| Maximilianstraße 10/12/14/16 (Standort)         | Haylerblock | Maximilianstil, 1864 von Friedrich Bürklein; Nr. 10 und 16 Eckhäuser, Nr. 14 erhöhter Mittelteil | D-1-62-000-4429 | weitere Bilder                             |
| Maximilianstraße 15/15a (Standort)              | Eckhaus | Maximilianstil, 1858–1860 von Friedrich Bürklein; bildete mit den zerstörten Häusern Nr. 11 und 13 einen Block; zugehörig Rest des ehemaligen Hofmarstall-Komplexes, um 1810/12 von Andreas Gärtner; erhalten dreischiffige Erdgeschosshalle (ehemals Stallung) mit Säulen und Gewölben, 2003 mit Restaurant-Nutzung in den Neubau der Maximilianshöfe (Nordwestblock) einbezogen. | D-1-62-000-8166 | weitere Bilder                             |
| Maximilianstraße 17/19 (Standort)               | Hotel Vier Jahreszeiten | Maximilianstil, 1856–1858 von Rudolf Gottgetreu, 1903–1904 von Heilmann & Littmann umgebaut (Erdgeschoss) und an der Rückseite erweitert; an der monumentalen Fassade Steinfiguren. | D-1-62-000-4432 | weitere Bilder                             |
| Maximilianstraße 18/20 (Standort)               | Eckhaus | samt Mittelrisalit, 1859–1860 von Friedrich Bürklein; Block mit Nr. 18 | D-1-62-000-4433 | Eckhaus                                    |
| Maximilianstraße 21 (Standort)                  | Eckhausfassade | (1971–1973 modern hinterbaut), Maximilianstil, 1860–1861 von Friedrich Bürklein; bildet mit Nr. 23, 25 und 27 (siehe dort) einen symmetrischen Block | D-1-62-000-4436 | weitere Bilder                             |
| Maximilianstraße 22/24 (Standort)               | Doppel-Mietshaus | mit Gusseisenerker an der Ecke, Maximilianstil, Nr. 22 erbaut 1862–1865 (mit niedrigen Seitenflügeln an der Falckenbergstraße), Nr. 24 erbaut 1865–1867, beide von Friedrich Bürklein; bildet mit Nr. 26/28 und 30/30a (siehe jeweils dort) eine symmetrische Gruppe, den sogenannten Riemerschmid-Block; 1890 starb hier Franz Lachner (Gedenktafel) | D-1-62-000-4437 | weitere Bilder                             |
| Maximilianstraße 23/25 (Standort)               | Wohn- und Geschäftshaus | Erhöhter Mittelteil eines symmetrischen Blocks mit Nr. 21, 23, 25 und 27, über hohen Arkaden dreigeschossig mit turmartig überhöhten Ecken, flach vorspringender, erhöhter Mittelteil mit Balkon und Muttergottes auf Säule, Maximilianstil, von Friedrich Bürklein, 1860–1861, nach Kriegsschäden 1944 wiedererrichtet, Fassade von Nr. 21 modern hinterbaut, 1971–1973. | D-1-62-000-4436 | weitere Bilder                             |
| Maximilianstraße 26/28 (Standort)               | Doppel-Mietshaus | Mittelteil einer symmetrischen Baugruppe mit Nr. 22/24 und 30/30a, Maximilianstil, mit erhöhten Seitenrisaliten, 1869–1871 von Friedrich Bürklein; an der Rückseite anschließend das Schauspielhaus, Jugendstil, 1900–1901 von Max Littmann und Richard Riemerschmid, vergleiche Falckenbergstraße. | D-1-62-000-4437 | weitere Bilder                             |
| Maximilianstraße 27 (Standort)                  | Eckhaus | Maximilianstil, 1860–1862 von Friedrich Bürklein, symmetrischer Block mit Nr. 21 (Pendant), 23 und 25 (siehe dort). | D-1-62-000-4436 | weitere Bilder                             |
| Maximilianstraße 29/31 (Standort)               | Eckhaus | Block aus zwei Eckhäusern, über hohen Arkaden dreigeschossig, das östliche (Nr. 31) mit erhöhtem Kopfbau an der Überleitung vom engeren Westteil der Straße zum Forum (Pendant zu Nr. 34 gegenüber), Maximilianstil, von Friedrich Bürklein, 1862–1864, nach Kriegszerstörung 1944 wiederaufgebaut. | D-1-62-000-4444 | Eckhaus                                    |
| Maximilianstraße 32 (Standort)                  | Eckhaus | im Maximilianstil, mit Gliederungen in Terrakotta, 1854/55 und (südlicher Erweiterungsbau) 1860 von Friedrich Bürklein; Block mit Nr. 34 und 36; 1885–1891 Wohnhaus von Henrik Ibsen (Gedenktafel) | D-1-62-000-4448 | weitere Bilder                             |
| Maximilianstraße 33 (Standort)                  | Fassade | über Arkaden dreigeschossig, Maximilianstil, von Friedrich Bürklein, 1862; zurückgesetzter Teil eines Blocks mit Nr. 29 und 31 | D-1-62-000-4449 | weitere Bilder                             |
| Maximilianstraße 34 (Standort)                  | Fassade | des Eckhaus, über hohen Arkaden dreigeschossig, Kopfbau erhöht, Maximilianstil, von Friedrich Bürklein, 1861/62; Pendant zu Nr. 31 gegenüber und Block mit Nr. 32 und 36 | D-1-62-000-4450 | weitere Bilder                             |
| Maximilianstraße 36 (Standort)                  | Wohnhaus | über hohen Arkaden dreigeschossig, Maximilianstil, von Friedrich Bürklein, 1858/59; östlicher Anfang der südseitigen Forumsbebauung, an Nr. 34 im rechten Winkel anschließend | D-1-62-000-4451 | Wohnhaus                                   |
| Max-Joseph-Platz (Standort)                     | Denkmal König Max I. Joseph | Enthüllt 1835, von Christian Daniel Rauch nach Entwurf von Leo von Klenze, gegossen von Johann Baptist Stiglmaier. Laternen, acht klassizistische Kandelaber, in Kreisform um das Denkmal gruppiert, 1845–1846, nach Entwurf von Friedrich von Gärtner, von Bildhauer Anselm Sickinger modelliert, von Maffei gegossen; wohl Probekandelaber für die Gasbeleuchtung, die 1846 in Betrieb genommen worden ist. | D-1-62-000-4472 | weitere Bilder                             |
| Max-Joseph-Platz 1 (Standort)                   | Fassaden-Oberteil | der Eingangsfront am jetzigen Residenztheater und reich profilierte Gebälke an der Rückseite vom ehemaligen Alten Residenztheater, in neuklassizistischen Formen, 1921; vergleiche Residenzstr. 1 | D-1-62-000-4468 | weitere Bilder                             |
| Max-Joseph-Platz 2 (Standort)                   | Nationaltheater | Monumentaler Opernbau mit Eckrisaliten und erhöhtem Bühnenhaus in klassizistischen Formen, von Karl von Fischer, 1811–1818, nach Brand mit Portikus und Satteldach über dem Bühnenhaus als Doppelgiebelfront von Leo von Klenze wiederhergestellt, 1823/24, Teilerhöhung und Verlängerung nach Osten der Südfassade im Zuge der Gestaltung der Maximilianstraße, Friedrich Bürklein, 1857–1859; Wiederaufbau nach Zerstörung 1943, von Gerhard Graubner und Karl Fischer, 1958–1963; vergleiche auch Ensembles Altstadt und Maximilianstraße. | D-1-62-000-4469 | weitere Bilder                             |
| Max-Joseph-Platz 3 (Standort)                   | Residenz | Königsbau der Münchner Residenz, zweigeschossiger Südflügel mit erhöhtem Mittelteil und seitlichen Dachterrassen, im Palaststil des Quattrocento, von Leo von Klenze, 1826–1835, nach Kriegszerstörung 1956–1980 instand gesetzt; vergleiche Residenzstraße 1. | D-1-62-000-4470 | weitere Bilder                             |
| Max-Joseph-Platz 3; Residenzstraße 1 (Standort) | Residenz, ehemals Stadtschloss der bayerischen Herzöge, Kurfürsten und Könige, ab 1348 über Jahrhunderte zu einem acht Höfe umschließenden Komplex gewachsen | Kern der bestehenden Anlage ist die westlich an die Residenzstraße grenzende Alte oder Maximilianische Residenz des frühen 17. Jahrhunderts mit der Hofkapelle (1601) und älteren Teilen des 16. Jahrhunderts, wie der Grottenhof mit Perseusbrunnen von Hubert Gerhard (1595) und Antiquarium (1569–1571), im Brunnenhof Wittelsbacherbrunnen (um 1600); mit Ausstattung; - Königsbau, zweigeschossiger Südflügel mit erhöhtem Mittelteil und seitlichen Dachterrassen, im Palaststil des Quattrocento, von Leo von Klenze, 1826–1835, nach Kriegszerstörung 1956–1980 instand gesetzt; - Ehemalige Allerheiligen-Hofkirche, jetzt kultureller Veranstaltungsraum, Scheinbasilika in byzantinischen Formen mit romanisierender Fassade in Kelheimer Grünsandstein, von Leo von Klenze, 1826–1837, nach Kriegsschäden Sicherung mit Notdach durch Hans Döllgast, 1970/71, Wiederaufbau, 1986–2003; - Festsaalbau der Residenz, langgestreckte monumentale Schaufront in zwei bzw. drei Geschossen mit erhöhten Eckpavillons, vor dem Mittelrisalit Loggia mit Figuren von Ludwig Schwanthaler, Westteil unter Verwendung des Vorgängerbaues (Kaisersaaltrakt) des frühen 17. Jahrhunderts, von Leo von Klenze, 1832–1842, Umbau des östlichen Pavillons und angrenzenden Rückflügels für die Bayerische Akademie der Wissenschaften, 1957–1959; - Altes Residenztheater, sogenanntes Cuvilliéstheater, Rokoko-Logenhaus, von François de Cuvilliés, 1751–1753, nach massiver Kriegsbeschädigung am alten Standort Max-Joseph-Platz 1 Translozierung der Ausstattungsreste in den sogenannten Apothekenstock der Residenz von Klenze, 1835–1842, und dort Wiederaufbau, 1956–1958; - vergleiche auch Hofgarten. | D-1-62-000-5760 | weitere Bilder                             |
| Müllerstraße 10 (Standort)                      | Mietshaus | neubarock, mit Erkern und Stuck, um 1900; Gruppe mit dem gleichartigen Nr. 12 | D-1-62-000-4635 | Mietshaus                                  |
| Müllerstraße 12 (Standort)                      | Mietshaus | neubarock, mit Erker und Stuck, 1902 von Heilmann & Littmann; Gruppe mit dem gleichartigen Nr. 10 | D-1-62-000-4637 | Mietshaus                                  |
| Müllerstraße 24 (Standort)                      | Walmdachhaus | klassizistisch, 1829 von Josef Höchl | D-1-62-000-4641 | Walmdachhaus                               |
| Müllerstraße 32 (Standort)                      | Mietshaus | Neurenaissance, reich gegliedert und dekoriert, bezeichnet 1892; bildet mit dem gleichartigen Haus Nr. 34 einen Block. | D-1-62-000-4643 | weitere Bilder                             |
| Müllerstraße 34 (Standort)                      | Mietshaus | Neurenaissance, reich gegliedert und dekoriert, um 1892; bildet mit dem gleichartigen Haus Nr. 32 einen Block. | D-1-62-000-4645 | weitere Bilder                             |
| Müllerstraße 40 (Standort)                      | Ehemals Optisches Institut | palastartiger, klassizistischer Bau, reich gegliedert und dekoriert, 1829 von Josef Höchl; mit Marienfigur und Büsten Fraunhofers und Utzschneiders | D-1-62-000-4648 | weitere Bilder                             |
| Müllerstraße 42 (Standort)                      | Mietshaus | neubarock, 1898 von Karl Stöhr; zum Teil vereinfacht; Abschluss der Holzstraße | D-1-62-000-4649 | Mietshaus                                  |
| Müllerstraße 44 (Standort)                      | Mietshaus | neubarock, mit Stuckdekor, 1896 von Paul Pfann und Günther Blumentritt | D-1-62-000-4650 | Mietshaus                                  |
| Müllerstraße 56 (Standort)                      | Mietshaus | viergeschossiger Mansarddachbau mit breitem, überhöhtem Mittelteil, zwei mehrgeschossigen Kastenerkern und reicher, dichter Putzgliederung, Jugendstil, von Carl Zeh 1907/08 | D-1-62-000-4651 | Mietshaus                                  |

### N
| Lage                           | Objekt                               | Beschreibung | Akten-Nr.        | Bild                                 |
| ------------------------------ | ------------------------------------ | --- | ---------------- | ------------------------------------ |
| Neuhauser Straße (Standort)    | Richard-Strauss- oder Salome-Brunnen | nach oben sich verjüngende Bronzesäule mit aufgesetzter Schale und Reliefs mit Darstellungen aus der Strauss-Oper Salome, in einem quadratischen, mit Steinplatten in ornamentaler Teilung ausgekleideten Becken mit flacher Einfassung aus Brannenburger Nagelfluh, von Hans Wimmer, bezeichnet 1961 | D-1-62-000-10193 | Richard-Strauss- oder Salome-Brunnen |
| Neuhauser Straße 2 (Standort)  | Augustinerkirche                     | St. Johannes der Täufer und Johannes der Evangelist, gotische Basilika (Ende 13.–15. Jahrhundert), 1619/20 von Veit Schmidt frühbarock umgestaltet, 1803 profaniert (sogenannter Augustinerstock), 1914/15 von Theodor Fischer verändert und umgebaut; enthält das Deutsche Jagd- und Fischereimuseum, Läden und zum Teil Amtsräume des Polizeipräsidiums (siehe Ettstraße 2/4, ehemals Augustinerkloster) | D-1-62-000-4719  | weitere Bilder                       |
| Neuhauser Straße 6 (Standort)  | Jesuitenkirche St. Michael           | katholische Filialkirche, Meditationskirche, mächtiger, tonnengewölbter Saalbau, dreigeschossige Südfassade mit Volutengiebel, Seitenkapellen zwischen Wandpfeilern, Emporen, Querschiff und nach Norden gerichteter Chor, von Friedrich Sustris, Wolfgang Miller und Wendel Dietrich, 1583–1589, mehrfache Renovierungen, durch Johannes Hörmann, 1697/98, Friedrich Bürklein, 1852–1857 u. a., Wiederaufbau nach schweren Kriegsschäden, 1946–1953; Erweiterung um nordwestlich angrenzende Kreuzkapelle, Kollegstrakt und Turm an der Ecke Ettstraße/Maxburgstraße, 1593–1597; mit Ausstattung der Kirche und Kreuzkapelle; ehemaliges Kollegium vergleiche Neuhauser Straße 8/10 und Maxburgstraße 1 | D-1-62-000-4718  | weitere Bilder                       |
| Neuhauser Straße 8 (Standort)  | Alte Akademie                        | Ehemals Jesuitenkolleg, 1585–1590 (und später) wohl nach Entwurf von Friedrich Sustris; von dem weitläufigen Renaissance-Komplex nur Teile erhalten: die westlich an die Michaelskirche (siehe Neuhauser Straße 6) anschließende Fassade (1953–1957 mit dem Statistischen Landesamt hinterbaut), der im rechten Winkel westlich daneben vorspringende Trakt mit hohem Südgiebel sowie die nordöstlichen Bauteile Maxburgstraße 1 (siehe dort) mit Turmstumpf; auf dem übrigen Gelände des ehemaligen Kollegs Neubauten, u. a. Kaufhaus Hettlage (siehe Neuhauser Straße 10) | D-1-62-000-4717  | weitere Bilder                       |
| Neuhauser Straße 10 (Standort) | Kaufhaus Hettlage                    | schlichter, fünfgeschossiger Stahlbetonskelettbau mit weiträumiger Erdgeschossarkade, anstelle des kriegszerstörten Westflügels der sogenannten Alten Akademie (vergleiche Neuhauser Straße 8) 1953–1955 von Josef Wiedemann errichtet; Baukubus mit verputzter Lochfassade, deren lineare Fassadenbemalung durch Hermann Kaspar mit dem historischen Giebelbau der Alten Akademie korrespondiert; Fußgängerarkade mit der Erdgeschosshalle dieses Giebelbaus verbunden | D-1-62-000-7902  | Kaufhaus Hettlage                    |
| Neuhauser Straße 14 (Standort) | Bürgersaal                           | (Kath. Bürgersaalkirche), zweigeschossiger, barocker Sakralbau, 1709–1710 nach Entwurf von Giovanni Antonio Viscardi; Fassade in der Häuserreihe; mit Ausstattung. (Geschütztes Kulturgut) | D-1-62-000-4716  | weitere Bilder                       |
| Neuhauser Straße 16 (Standort) | Wohnhaus                             | viergeschossiger Putzbau um 1710, erneuert 1892; Fassade nach 1945 verändert; zum Bürgersaal (siehe Nr. 14) zugehörig | D-1-62-000-4715  | Wohnhaus                             |
| Neuhauser Straße 17 (Standort) | Kaufhaus                             | Ehemaliges Geschäftshaus Dr. H. Ehrlicher, jetzt Kaufhaus, schmaler, sechsgeschossiger Stahlbetonskelettbau mit vollständig verglaster, zweischaliger Fassade, 1961–1963 von Sep Ruf; horizontale Bänder der Geschossdecken durch feingliedrige Verstäbung vernetzt; Dachausbau mit Terrassen unter Aluminiumträger-Lamellen in Dachschrägenimitation | D-1-62-000-7903  | Kaufhaus                             |
| Neuhauser Straße 18 (Standort) | Kaufhaus Oberpollinger               | (Karstadt), früher Warenhausbau, Eisenbeton mit Natursteinfassaden in abgewandelter deutscher Renaissance, 1904–1905 von Max Littmann; plastischer Dekor von Heinrich Düll und Georg Pezold | D-1-62-000-4714  | weitere Bilder                       |
| Neuhauser Straße 20 (Standort) | Brunnenbuberl                        | Brunnen, Satyrherme mit Knabe, volkstümlich, Bronzefigur eines Knaben vor Faunherme auf Pfeiler in Muschelkalk, Bassin mit Kalksteineinfassung, Gestaltung in Formen des Jugendstils, von Mathias Gasteiger, 1895, ehemals auf dem Karlsplatz | D-1-62-000-4713  | weitere Bilder                       |
| Neuhauser Straße 25 (Standort) | Geschäftshaus                        | historisierend, mit Skulpturen am Erker, bezeichnet 1909, von Franz Rank | D-1-62-000-4705  | Geschäftshaus                        |
| Neuhauser Straße 27 (Standort) | Augustinerbräu                       | malerisches Neurenaissance-Doppelhaus, reich gegliedert, 1896–1897 von Emanuel von Seidl; im Erdgeschoss Gaststätte mit historistischer Ausstattung | D-1-62-000-4706  | Augustinerbräu                       |
| Neuhauser Straße 31 (Standort) | Wohn- und Geschäftshaus              | schmale Jugendstilfassade in Naturstein, 1910–1912 von Franz Rank | D-1-62-000-4707  | weitere Bilder                       |
| Neuhauser Straße 33 (Standort) | Ehemals Café Fürstenhof              | jetzt Geschäftshaus, neuklassizistische Natursteinfassade, 1911/12 von Karl Stöhr; zum Teil vereinfacht | D-1-62-000-4708  | Ehemals Café Fürstenhof              |
| Neuhauser Straße 35 (Standort) | Geschäftshaus                        | schmale Spätjugendstilfassade in Naturstein, 1911/12 | D-1-62-000-4709  | Geschäftshaus                        |
| Neuturmstraße 1 (Standort)     | Miets- und Geschäftshaus             | Ehemalige Centralsäle, jetzt Hotel, repräsentativer, langgestreckter, sechsgeschossiger Eckbau mit markantem, in die Ecke eingestelltem Rundturm, reiche Fassadengliederung in Formen der Neurenaissance, von Kilian Stützel, 1876–1880; mit Rest der historischen Stadtmauer, 1285–1337. nachqualifiziert | D-1-62-000-4735  | Miets- und Geschäftshaus             |
| Neuturmstraße 3/3a (Standort)  | Hofbräuhaus-Kunstmühle               | Hofbräuhaus-Kunstmühle, fünfgeschossiger Putzbau mit flachen, risalitartigen Erkern, Fassadengestaltung in Formen der Neurenaissance, wohl von Kilian Stützel, 1875, Umbau durch Jakob Blum, 1937; mit technischer Ausstattung der 1. Hälfte 20. Jahrhundert; mit Rest der historischen Stadtmauer, 1285-1337, in der rückwärtigen Hauswand; nachqualifiziert | D-1-62-000-4736  | weitere Bilder                       |

### O
| Lage                        | Objekt                 | Beschreibung | Akten-Nr.       | Bild           |
| --------------------------- | ---------------------- | --- | --------------- | -------------- |
| Oberanger 9 (Standort)      | Orag-Haus              | stattliches, dreiseitig freistehendes Neubarockhaus, 1896–1897 von Johann und Adam Graessel und Max Krauss | D-1-62-000-4864 | weitere Bilder |
| Oberanger 11 (Standort)     | Altmünchner Bürgerhaus | sogenanntes Ignaz-Günther-Haus, Rückgebäude des Hauses St.-Jakobs-Platz 20 (siehe dort) | D-1-62-000-6083 | weitere Bilder |
| Odeonsplatz (Standort)      | Feldherrnhalle         | Loggia mit dreiseitig offenen Rundbogenarkaden und großer Freitreppe im Norden, Kalksteinquaderbau mit reichem bauplastischem Dekor, von Friedrich von Gärtner, 1841–1844, Behebung der Kriegsschäden, 1950–1962; Bronzestandbilder auf Granitpostamenten der Heerführer Johann T’Serclaes von Tilly und Carl Philipp Fürst von Wrede, nach Entwürfen von Ludwig Schwanthaler, gegossen von Ferdinand von Miller d. Ä., enthüllt 1844; Bayerisches Armeedenkmal, Bronzefigurengruppe auf Granitsockel, von Ferdinand von Miller d. J., bezeichnet 1892; zwei Löwen, neuklassizistische Tierplastiken in Marmor, von Wilhelm von Rümann, 1906. (Geschütztes Kulturgut) | D-1-62-000-4933 | weitere Bilder |
| Odeonsplatz 6–18 (Standort) | Bazar                  | langgestreckte, zweigeschossige Ladenzeile mit erhöhten Eckpavillons und Mittelrisalit, im Erdgeschoss Integration der Hofgartenarkaden und zum Odeonsplatz Bogenstellungen mit Schaufenstern, in klassizistischen Formen gestaltet, von Leo von Klenze, 1825/26, Erhöhung der Eckpavillons, nach Plänen von Eduard Riedel, 1855, Wiederaufbau nach starker Kriegszerstörung, bis 1956 | D-1-62-000-4931 | weitere Bilder |
| Orlandostraße 2 (Standort)  | Mietshaus              | Neurenaissance, 1872; bildet eine Gruppe mit Nr. 4 und 6 | D-1-62-000-5011 | Mietshaus      |
| Orlandostraße 3 (Standort)  | Mietshaus              | Übergang vom historisierenden Jugendstil zur Neuen Sachlichkeit, mit zum Teil mehrfarbiger Fassade, im 1. Stock geschnitzte Fensterstöcke, 1913–1914 von Franz Deininger. | D-1-62-000-5012 | Mietshaus      |
| Orlandostraße 4 (Standort)  | Mietshaus              | Neurenaissance, 1872; Gruppe mit Nr. 2 und 6 | D-1-62-000-5013 | Mietshaus      |
| Orlandostraße 6 (Standort)  | Mietshaus              | Neurenaissance, 1872; Gruppe mit Nr. 2 und 4 | D-1-62-000-5014 | Mietshaus      |

### P
| Lage                              | Objekt                                                    | Beschreibung | Akten-Nr.       | Bild                               |
| --------------------------------- | --------------------------------------------------------- | --- | --------------- | ---------------------------------- |
| Pacellistraße 1/5 (Standort)      | Neue Maxburg                                              | Verwaltungszentrum der Justizbehörden zwischen Lenbachplatz, Pacelli- und Maxburgstraße, sowie erzbischöfliches Ordinariat als östlich bis zur Karmeliterstraße anschließende Baugruppe, 1954–1957 nach Entwurf von Theo Pabst und Sep Ruf auf dem Gelände der kriegszerstörten Herzog-Max-Burg nach modern städtebaulichen Prinzipien errichteter weitläufiger Komplex aus freistehenden, unterschiedlich großen kubischen Flachdachbauten in offener Anordnung                                        | D-1-62-000-7804 | Neue Maxburg                       |
| Pacellistraße 5 (Standort)        | Turm                                                      | der in den 1590er Jahren erbauten Herzog-Max-Burg; einziger Rest der weitläufigen Schlossanlage (an deren Stelle jetzt Neubauten, vergleiche Pacellistraße 1, 5) | D-1-62-000-5086 | weitere Bilder                     |
| Pacellistraße 12 (Standort)       | Katholische Dreifaltigkeitskirche                         | Zentralbau mit Kuppel und aufwändig gestalteter Eingangsfront, nach Plänen von Giovanni Antonio Viscardi 1711–1718, nach dessen Tod fortgeführt von Enrico Zucalli, 1713–1718; mit Ausstattung; Turm weiter nördlich im Klosterbereich, vergleiche Rochusstraße 7 | D-1-62-000-5089 | weitere Bilder                     |
| Pacellistraße 16 (Standort)       | Ehemals palastartiges Wohnhaus                            | jetzt Bank, klassizistisch, um 1827 von Johann Ulrich Himbsel; nur Fassade original; mit Gedenktafel an das ehemalige Ballhaus (Haus für Ballspiele) | D-1-62-000-5088 | Ehemals palastartiges Wohnhaus     |
| Perusastraße 5 (Standort)         | Geschäftshaus                                             | mit Gaststätte zum Franziskaner, 1910 von Heilmann & Littmann, historisierende Natursteinfassade in Fortsetzung von Residenzstraße 10, vergleiche dort | D-1-62-000-5218 | Geschäftshaus                      |
| Petersplatz 1 (Standort)          | Katholische Pfarrkirche St. Peter                         | freistehende, dreischiffige Basilika mit Dreikonchenchor und mächtiger Westturmanlage, über romanischem Vorgängerbau gotische Kirche, 13.–15. Jahrhundert, Turmneugestaltung, 1607–1621, Chorumbau, von Isaak Bader, 1630–1636, Langhauserweiterung, von Heinrich Schön d. J. und Hans Heiß, 1640/41 und 1653/54, Innenraumredaktion, von Ignaz Anton Gunetzrhainer, 1730–1756, Wiederaufbau nach Kriegszerstörung, durch Rudolf Esterer und Erwin Schleich, 1946–1954; mit Ausstattung                 | D-1-62-000-5245 | weitere Bilder                     |
| Petersplatz 8 (Standort)          | Stattliches Eckhaus                                       | mit klassizistischer Fassadengestaltung des frühen 19. Jahrhunderts; zum Viktualienmarkt vorgelagerte Terrasse von 1887; vergleiche Viktualienmarkt 14 | D-1-62-000-5246 | Stattliches Eckhaus                |
| Petersplatz 9 (Standort)          | Wohn- und Geschäftshaus                                   | Neurenaissance, 1898 von Ludwig Grothe | D-1-62-000-5247 | weitere Bilder                     |
| Petersplatz 10 (Standort)         | Wohn- und Geschäftshaus                                   | klassizistisch mit Stuckdekor, Anfang 19. Jahrhundert | D-1-62-000-5248 | weitere Bilder                     |
| Pfisterstraße 3 (Standort)        | Ehemals Scheidhaus der Münzanstalt                        | klassizistisch, 1813; jetzt zum Bayerischen Landesamt für Denkmalpflege gehörig, siehe Hofgraben 4 | D-1-62-000-5307 | Ehemals Scheidhaus der Münzanstalt |
| Pfisterstraße 4 (Standort)        | Pfistermühle                                              | Erhalten nur das Vorderhaus, um 1573/79; mit zum Teil gewölbten Erdgeschossräumen. | D-1-62-000-5308 | weitere Bilder                     |
| Pfisterstraße 5 (Standort)        | Klassizistisches Wohnhaus                                 | 1838 von Mathias Küßwetter, seit 1846 zur Münze (jetzt Bayerisches Landesamt für Denkmalpflege) gehörig; siehe Hofgraben 4 und Pfisterstraße 3. | D-1-62-000-5309 | Klassizistisches Wohnhaus          |
| Pfisterstraße 6 (Standort)        | Ehemaliges Altmünchner Bürgerhaus                         | viergeschossiger Putzbau, Umfassungsmauern vielleicht zum Teil 16. Jahrhundert, wohl barockzeitlich und im 19. Jahrhundert verändert, beim Wiederaufbau 1954 aufgestockt und stark erneuert, 1987/88 eingreifend saniert | D-1-62-000-5310 | weitere Bilder                     |
| Pfisterstraße 7 (Standort)        | Wohn- und Geschäftshaus                                   | Neurenaissance, 1894 von Ernst Dressler | D-1-62-000-5311 | Wohn- und Geschäftshaus            |
| Pfisterstraße 8 (Standort)        | Bürgerhaus                                                | wohl Ende des 18. Jahrhunderts umgebaut, mit älterem Kern, nach dem Zweiten Weltkrieg vereinfacht und aufgestockt | D-1-62-000-5312 | Bürgerhaus                         |
| Pfisterstraße 9 (Standort)        | Wohn- und Geschäftshaus                                   | deutsche Renaissance, 1895–1896 von Hans Grässel und Karl Stöhr; Gruppe mit Nr. 11 | D-1-62-000-5313 | Wohn- und Geschäftshaus            |
| Pfisterstraße 10 (Standort)       | Bürgerhaus                                                | im Kern wohl 16. Jahrhundert (ursprünglich mit Giebel), Fassade im 18. Jahrhundert verändert | D-1-62-000-5314 | Bürgerhaus                         |
| Pfisterstraße 11 (Standort)       | Wohn- und Geschäftshaus                                   | malerisch in deutscher Renaissance, mit zwei Erkern und reichem plastischem Dekor, 1895–1896 von Hans Grässel und Karl Stöhr; Gruppe mit Nr. 9 | D-1-62-000-5315 | Wohn- und Geschäftshaus            |
| Platzl 1a (Standort)              | Platzl                                                    | Wohn- und Geschäftshaus, fünfgeschossiger Putzbau mit Muschelkalk Hausteingliederung, breitem Kastenerker, neugotischer Muttergottesfigur und Zwerchhaus, in Formen der deutschen Renaissance, von Max Ostenrieder, 1896/97 | D-1-62-000-5393 | weitere Bilder                     |
| Platzl 2 (Standort)               | Altmünchner Bürgerhaus                                    | ehemalige Platzl-Bäckerei, viergeschossiger Putzbau mit Ohrwaschl und steilem Satteldach, 16. Jahrhundert über Kern des 13./14. Jahrhunderts, Umbau von Leonhard Matthäus Gießl und Philipp Jakob Köglsberger, 1732, Umbau 1904; Mittelgebäude, viergeschossig mit dem Vorderhaus durch Holzlaubengang verbunden, 17. Jahrhundert; Rückgebäude, viergeschossig, 1. Hälfte 18. Jahrhundert; insgesamt zusammen mit Nr. 3 eingreifend saniert, 1987/88                                                    | D-1-62-000-5394 | weitere Bilder                     |
| Platzl 3 (Standort)               | Bürgerhaus                                                | 16. Jahrhunderts, aufgestockt um 1700, mit Resten des historischen Bestandes (u. a. Schwarzküchen), und Eckhaus, Fassade 1877; Sanierung 1988 | D-1-62-000-5395 | weitere Bilder                     |
| Platzl 4/4a (Standort)            | Orlando-Haus                                              | Mietshaus mit Gastronomie, fünfgeschossiger Eckbau mit rustikagerahmten Erdgeschossarkaden, Flacherker besetztem Südrisalit, und Volutengiebeln, Gestaltung in Formen der deutschen Renaissance, erbaut von Heilmann & Littmann, 1898/99; mit Rückgebäude Falkenturmstraße 12. | D-1-62-000-5396 | weitere Bilder                     |
| Platzl 5 (Standort)               | Ehemalige Corpshaus Bavaria jetzt Corpshaus Rheno-Palatia | Viergeschossiges Eckhaus mit polygonalem, überkuppeltem Eckerker und reicher Fassadengliederung in Formen der deutschen Renaissance, erbaut von Jakob Heilmann und Max Littmann, 1899/1900; mit Rest der historischen Stadtmauer, 1285-1337, an der Durchfahrt nach Osten. | D-1-62-000-5397 | weitere Bilder                     |
| Platzl 6 (Standort)               | Ehemaliges Corpshaus Makaria                              | deutsche Renaissance mit reicher Hausteingliederung, 1898–1899 von Adolf Ziebland | D-1-62-000-5398 | Ehemaliges Corpshaus Makaria       |
| Platzl 7 (Standort)               | Ehemaliges Corpshaus Frankonia                            | deutsche Renaissance mit reicher Hausteingliederung, 1899 von Max Littmann | D-1-62-000-5399 | Ehemaliges Corpshaus Frankonia     |
| Platzl 9 (Standort)               | Hofbräuhaus                                               | malerischer Gruppenbau in deutscher Renaissance, 1896–1897 von Max Littmann mit Erich Goebel, unter Einbeziehung älterer Bauteile (Südflügel); im Hof Biergarten, Brunnen mit Löwenfigur | D-1-62-000-5400 | weitere Bilder                     |
| Prälat-Miller-Weg 1 (Standort)    | Kath. Pfarrkirche Hl. Geist                               | (ehemalige Spitalkirche), Wandpfeilerkirche mit polygonalem Chorschluss, Chorscheitelturm und repräsentativ gestalteter Westfassade, im Kern gotische Staffelhalle des 14. Jahrhunderts, barocke Umgestaltung durch Johann Georg Ettenhofer, 1724–1730, Erweiterung nach Westen in neubarocken Formen, von Friedrich Löwel, 1885–1888, etappenweiser Wiederaufbau nach schwerer Kriegsbeschädigung, 1946–1991; mit Ausstattung                                                                          | D-1-62-000-6757 | weitere Bilder                     |
| Prälat-Zistl-Straße 6 (Standort)  | Miets- und Geschäftshaus                                  | Neurenaissance, 1872/73; 1921 durch die Gebrüder Rank umgestaltet. | D-1-62-000-5478 | Miets- und Geschäftshaus           |
| Prälat-Zistl-Straße 14 (Standort) | Altmünchner Bürgerhaus                                    | mit Giebel, vorbarock, im 18. Jahrhundert aufgestockt | D-1-62-000-5480 | weitere Bilder                     |
| Prannerstraße 1 (Standort)        | Wohn- und Geschäftshaus                                   | ehemaliges Rückgebäude von Promenadeplatz 2, schmaler viergeschossiger Satteldachbau mit Stuckdekor, in Formen des Jugendstils, um 1900 | D-1-62-000-5483 | Wohn- und Geschäftshaus            |
| Prannerstraße 2 (Standort)        | Ehemaliges Palais Neuhaus-Preysing                        | jetzt Teil der Bayerischen Vereinsbank (vergleiche Kardinal-Faulhaber-Straße 1), prächtig stuckierte, streng gegliederte Rokokofassade, um 1740/50, Francois de Cuvilliés d. Ä. zugeschrieben; nur Fassade original, Privater Preisträger beim Fassadenpreis der Landeshauptstadt München 2005 | D-1-62-000-5484 | weitere Bilder                     |
| Prannerstraße 7 (Standort)        | Ehemaliges Palais Graf Seinsheim                          | jetzt Bayerischer Städteverband, dreigeschossiger Satteldachbau mit reicher Stuckgliederung in frühklassizistischen Formen, ehemals zwei Häuser, um 1764/70 um- oder neugebaut, Umbau beider Häuser, von Josef Höchl, 1809, nach Kriegszerstörung Wiederaufbau mit einheitlich nach Westen verlängerter Palastfassade, durch Herbert Landauer, 1949, Lobende Erwähnung beim Fassadenpreis der Landeshauptstadt München 2007                                                                             | D-1-62-000-5485 | weitere Bilder                     |
| Prannerstraße 9 (Standort)        | Palais Gise                                               | auch Palais Arco genannt, jetzt Teil des Erzbischöflichen Ordinariats, viergeschossiger Satteldachbau mit reich stuckierter Spätrokoko-Fassade, wohl von Carl Albert von Lespilliez, um 1760, nach schwerer Kriegszerstörung insbesondere im Inneren Wiederaufbau durch Hans Uecker, 1949 | D-1-62-000-5486 | weitere Bilder                     |
| Prannerstraße 10 (Standort)       | Mietshaus                                                 | viergeschossiges Eckhaus mit polygonalem Eckerker und Kastenerkern über erdgeschossiger Arkadenzone, in sogenannter Nürnberger Renaissance, von H. Schmitz, 1897–1899; (Geschütztes Kulturgut) | D-1-62-000-5487 | Mietshaus                          |
| Prannerstraße 13 (Standort)       | Mietshaus                                                 | viergeschossiger, schmaler Putzbau mit schlichter, biedermeierlicher Fassadengestaltung, 1850 | D-1-62-000-5488 | Mietshaus                          |
| Promenadeplatz (Standort)         | Promenadeplatz                                            | 1780 durch Abbruch der Salzstädel freigelegt. In der Mitte Grünanlage von 1901 mit ursprünglich fünf (jetzt noch vier) Bronzestandbildern: (von Westen) Lorenz Westenrieder, 1854 von Max Widmann; Christoph Willibald Gluck, 1848 von Friedrich Brugger; Kurfürst Max II. Emanuel, 1861 von Friedrich Brugger; Orlando di Lasso, 1849 von Max Widmann; ehemals Wiguläus Xaverius Aloysius Freiherr von Kreittmayr, 1845 von Ludwig Schwanthaler, nicht erhalten.                                       | D-1-62-000-5621 | weitere Bilder                     |
| Promenadeplatz 2 (Standort)       | Ehemaliges Palais Montgelas                               | jetzt Teil des Hotels Bayerischer Hof, stattlicher, klassizistischer viergeschossiger Eckbau mit flachen, überhöhten Mittelrisaliten zu beiden Seiten, unter Einbezug älterer Bebauung in klassizistischen Formen errichtet, von Emanuel Joseph von Herigoyen 1810–1813, innen von Jean Baptiste Métivier ausgestaltet; im 2. Stock Repräsentationsräume der Bauzeit (sogenannter Königssaal u. a.); 1876 aufgestockt. Zugehörig Kardinal-Faulhaber-Straße 14a, Rückgebäude Prannerstraße 1, siehe dort | D-1-62-000-5614 | weitere Bilder                     |
| Promenadeplatz 6 (Standort)       | Spiegelsaal                                               | mit Neurokoko-Stuck, 1897–1898, aus dem Vorgängerbau in den Neubau des Hotels Bayerischer Hof integriert | D-1-62-000-5615 | Spiegelsaal                        |
| Promenadeplatz 7 (Standort)       | Dresdner Bank                                             | stattlicher, vierflügeliger Eckkomplex mit überhöhtem Eckrisalit, viergeschossige Stahlbetonkonstruktion mit Kalksteinverkleidung in neuklassizistischer Formgebung, 1906/07 von Max Littmann und Jakob Heilmann, Umbau und Modernisierung durch Josef Wiedemann, 1960–1962 | D-1-62-000-5616 | Dresdner Bank                      |
| Promenadeplatz 9 (Standort)       | Ballin-Haus                                               | jetzt Bankhaus, Geschäftshaus in Ecklage, mit reich gegliederter Natursteinfassade in barockisierenden Formen, 1909–1910 von Gustav von Cube und Karl Stöhr; Portalplastik von Heinrich Düll und Georg Pezold | D-1-62-000-5617 | weitere Bilder                     |
| Promenadeplatz 12 (Standort)      | Parcus-Haus                                               | stattlicher fünfgeschossiger Neurenaissancebau mit einspringender Ecke und (reduzierter) Kuppel, 1887–1888 von Friedrich von Thiersch; Hausteinfassade zum Teil vereinfacht | D-1-62-000-5618 | weitere Bilder                     |
| Promenadeplatz 13 (Standort)      | Altmünchner Bürgerhaus                                    | viergeschossiger, schmaler Satteldachbau mit Putzgliederung in barocker Tradition, im Kern vor 1570, Aufstockung wohl im letzten Viertel des 18. Jahrhunderts, Wiederherstellung nach Kriegsschäden durch Matthias Martin, 1952 | D-1-62-000-5619 | weitere Bilder                     |
| Promenadeplatz 15 (Standort)      | Gunetzrhainer- oder Ostermaierhaus                        | reich stuckierte Fassade, um 1730 von Johann Baptist Gunetzrhainer als eigenes Wohnhaus erbaut; nach Kriegszerstörung rekonstruiert; jetzt zur Deutschen Bank gehörig | D-1-62-000-5620 | weitere Bilder                     |

### R
| Lage                                                          | Objekt                                      | Beschreibung | Akten-Nr.       | Bild                                        |
| ------------------------------------------------------------- | ------------------------------------------- | --- | --------------- | ------------------------------------------- |
| Radlsteg 2 (Standort)                                         | Ehemaliges Radlbad                          | (seit dem 14. Jahrhundert), dreigeschossiges, langgestrecktes altes Bürgerhaus, umgebaut 1878 (Mansarddach) und 1897 (Erdgeschoss mit Schaufenstern) | D-1-62-000-5651 | weitere Bilder                              |
| Residenzstraße (Standort)                                     | Zwei Fahnenstangen                          | 26 m hohe, reich verzierte Masten, wohl nach Entwurf von Rudolf Seitz, 1888 bzw. 1892 in Erinnerung an den 100. Geburtstag König Ludwig I. und den 70. Geburtstag Prinzregent Luitpolds | D-1-62-000-9831 | Zwei Fahnenstangen                          |
| Residenzstraße 1 (Standort)                                   | Residenz                                    | Ausgedehntes Stadtschloss, ab 1348 über Jahrhunderte gewachsen, acht Höfe umschließend. Der mittelalterliche Kern (Neuveste) in Resten unter dem Nordostpavillon des Festsaalbaues und dem umgebenden Bereich verborgen. Kern der bestehenden Anlage die westlich an die Residenzstraße grenzende Alte oder Maximilianische Residenz des frühen 17. Jahrhunderts mit der Hofkapelle (1601) und älteren Teilen des 16. Jahrhunderts (Grottenhof mit Perseusbrunnen, 1595 von Hubert Gerhard; Antiquarium, 1569–1571). Im Brunnenhof Wittelsbacherbrunnen, um 1600. Zu Nr. 1 gehört das Alte Residenztheater, Rokokobau, 1751–1753 von François de Cuvilliés, 1956 an neuer Stelle (Apothekenflügel) wiederaufgebaut; mit Ausstattung; Königsbau, siehe Max-Joseph-Platz 3, Festsaalbau siehe Hofgartenstraße 2 und Marstallplatz 8, Allerheiligen-Hofkirche siehe Marstallplatz. Vergleiche auch Hofgarten. (Geschütztes Kulturgut) | D-1-62-000-5760 | weitere Bilder                              |
| Residenzstraße 2 (Standort)                                   | Hauptpost                                   | 1834–38 von Leo von Klenze als Umbau und Erweiterung des ehemaligen Toerring-Palais aus dem mittleren 18. Jahrhundert; Nordseite am Max-Joseph-Platz im Stil des florentinischen Quattrocento mit Loggia; die barocke Westfront zerstört und 1953 wiederaufgebaut, mit dem alten Portal in der Vorhalle; 2013 in Neubau einbezogen; vergleiche auch Ensemble Maximilianstraße. | D-1-62-000-5761 | Hauptpost                                   |
| Residenzstraße 3 (Standort)                                   | Wohn- und Geschäftshaus Falkeneck           | Eckhaus mit reich stuckierter Neurokokofassade, 1904–1905 von Eugen Drollinger. | D-1-62-000-5762 | weitere Bilder                              |
| Residenzstraße 10 (Standort)                                  | Zechbauerhaus                               | Geschäftshaus in markanter Ecklage, reich gegliederte historisierende Natursteinfassaden, 1910/11 von Heilmann & Littmann; gestalterische Einheit mit Perusastraße 5. | D-1-62-000-5763 | weitere Bilder                              |
| Residenzstraße 13 (Standort)                                  | Eilles-Haus                                 | Fassade mit erneuerter Putzgliederung, an zwei Hofseiten viergeschossige Arkaden aus der 1. Hälfte des 16. Jahrhunderts erhalten. | D-1-62-000-5764 | Eilles-Haus                                 |
| Residenzstraße 16 (Standort)                                  | Geschäftshaus                               | Neurenaissance, 1869–1870 von Franz Kil; mit älterem Kern. | D-1-62-000-5765 | Geschäftshaus                               |
| Residenzstraße 17 (Standort)                                  | Ehemaliges Bürgerhaus, jetzt Geschäftshaus  | mehrfach (u. a. 1869) umgebaut, abermals 1890 von Max Steinmetz, Neurokoko-Fassade mit reichem Stuckdekor und Balkongittern nach Entwurf von Franz Strulberger | D-1-62-000-5766 | Ehemaliges Bürgerhaus, jetzt Geschäftshaus  |
| Residenzstraße 24 (Standort)                                  | Geschäfts- und Wohnhaus                     | neuklassizistisch mit Jugendstilanklängen, reich gegliedert, 1906–1907 von Heilmann & Littmann | D-1-62-000-5767 | Geschäfts- und Wohnhaus                     |
| Residenzstraße 25 (Standort)                                  | Geschäfts- und Wohnhaus                     | neubarock, mit Stuckdekor am Erker, 1899–1900 von Eugen Drollinger | D-1-62-000-5768 | Geschäfts- und Wohnhaus                     |
| Residenzstraße 26 (Standort)                                  | Eckhaus                                     | in klassizistischen Neurenaissanceformen, 1872 von Michael Reifenstuel | D-1-62-000-5769 | Eckhaus                                     |
| Residenzstraße 27 (Standort)                                  | Preysing-Palais                             | jetzt Geschäftshaus, Regence-Stil, mit reich stuckierten Fassaden an drei Seiten, prächtigem Treppenhaus, 1723–1728 von Joseph Effner; nach Kriegsschäden Wiederaufbau 1958–1960 durch Erwin Schleich, dabei Rückseite an der Theatinerstraße rekonstruiert und Inneres erneuert | D-1-62-000-5770 | weitere Bilder                              |
| Rindermarkt 1 (Standort)                                      | Pfarrhaus                                   | von St. Peter (Petersplatz 1), Eckbau mit Putzgliederung des späten 18. oder frühen 19. Jahrhundert, Lobende Erwähnungen beim Fassadenpreis der Landeshauptstadt München 2004 | D-1-62-000-5845 | Pfarrhaus                                   |
| Rindermarkt 10 (Standort)                                     | Ruffini-Block                               | dreiseitige Wohn- und Geschäftshausgruppe in malerischen barockisierenden Formen mit reich stuckierten, mehrfarbigen Fassaden, 1903–1905 von Gabriel von Seidl; mit Rosental 1 und Sendlinger Straße 1 | D-1-62-000-5846 | weitere Bilder                              |
| Rochusstraße 5; Rochusstraße 7; Nähe Pacellistraße (Standort) | Teil des ehemaligen Karmeliterinnenklosters | Jetzt Erzbischöfliches Ordinariat, dreigeschossige barocke Anlage mit niedrigerem Obergeschoss, profiliertem Traufgesims und schlichten Putzfassaden, von Philipp Jakob Köglsberger nach Plänen von Frater Domenicus a S. Euphrosina (Georg Schorn), 1711–1714, ab 1724 nach Osten erweitert; mit Brunnenaufbauten im Haupthof; Büste des Herzogs Maximilian Philipp im Haupthof; vergleiche Pacellistraße 12 (Dreifaltigkeitskirche) | D-1-62-000-5861 | Teil des ehemaligen Karmeliterinnenklosters |
| Rosenstraße 6 (Standort)                                      | Geschäftshaus                               | mit Rosen-Apotheke, Eckbau in barockisierenden Formen, 1909–1910 von Franz Rank; 1913 eröffnete hier August Schuster sein Sportgeschäft | D-1-62-000-5955 | weitere Bilder                              |
| Rosental 1 (Standort)                                         | Ruffini-Block                               | siehe Rindermarkt 10 | D-1-62-000-5846 | weitere Bilder                              |
| Rosental 3 (Standort)                                         | Löwenturm                                   | Rohbacksteinbau wohl des 15. Jahrhunderts mit neugotischen Zinnen, im Bereich der ältesten Stadtbefestigung über dem Stadtgraben-Bachbett stehend; am Nordrand des Anwesens. | D-1-62-000-5958 | weitere Bilder                              |
| Rosental 16 (Standort)                                        | Münchner Stadtmuseum                        | Münchner Stadtmuseum, nördlicher Erweiterungstrakt, fünfgeschossige, flachgedeckte Dreiflügelanlage um großen Innenhof mit Brunnen, von Gustav Gsaenger, 1959–1964 | D-1-62-000-6082 | weitere Bilder                              |
| Rosental 16, Nieserstraße (Standort)                          | Münchner Stadtmuseum                        | Lapidarium, mit skulptierten Architekturteilen vom Siegestor (vergleiche Ludwigstraße), die bei dessen Wiederaufbau in vereinfachter Form (1956/57) keine Verwendung fanden; an der Ostseite des Münchner Stadtmuseums, vergleiche St.-Jakobs-Platz 1 | D-1-62-000-8058 | Münchner Stadtmuseum                        |
| Roßmarkt 8 (Standort)                                         | Mietshaus                                   | Neubarock, mit zwei Erkern, 1898 von Wolfgang Schreiner | D-1-62-000-5960 | Mietshaus                                   |
| Roßmarkt 15 (Standort)                                        | Ehemaliges neues Landschaftsgebäude         | Jetzt Deutsche Meisterschule für Mode, frühklassizistischer palastartiger Bau, 1774ff. von François Cuvilliés d. J., wohl erst um 1800 vollendet | D-1-62-000-5961 | weitere Bilder                              |
| Rumfordstraße 1 (Standort)                                    | Mietshaus                                   | Neurenaissance, reich gegliedert, mit Erker, 1889 von Ludwig Deiglmayr | D-1-62-000-6004 | Mietshaus                                   |
| Rumfordstraße 23 (Standort)                                   | Mietshaus                                   | Neurenaissance, reich gegliedert, 1880 von Johann Thomas | D-1-62-000-6012 | weitere Bilder                              |
| Rumfordstraße 25 (Standort)                                   | Mietshaus                                   | Neurenaissance, reich gegliedert, mit zwei Erkern, 1877 von Johann Thomas | D-1-62-000-6013 | weitere Bilder                              |
| Rumfordstraße 27 (Standort)                                   | Mietshaus                                   | deutsche Renaissance, mit zwei Erkern, 1880 von Josef Heilmeyer | D-1-62-000-6014 | Mietshaus                                   |
| Rumfordstraße 29 (Standort)                                   | Teil eines Doppelmietshauses                | mit Nr. 31, in klassizistischer Tradition, 1884 von Johann Grübel | D-1-62-000-6016 | Teil eines Doppelmietshauses                |
| Rumfordstraße 37 (Standort)                                   | Mietshaus                                   | Neurenaissance, mit Stuckdekor, 1876 von Johann Thomas | D-1-62-000-6021 | Mietshaus                                   |
| Rumfordstraße 43 (Standort)                                   | Fassade                                     | eines Mietshauses, Neurenaissance, 1890 von Hans Hartl | D-1-62-000-6024 | Fassade                                     |

### S
| Lage                                  | Objekt                                    | Beschreibung | Akten-Nr.       | Bild                                      |
| ------------------------------------- | ----------------------------------------- | --- | --------------- | ----------------------------------------- |
| Salvatorplatz 1 (Standort)            | Ehemalige Salvatorschule                  | jetzt Literaturhaus, freistehender dreigeschossiger Neurenaissancebau mit Seitenrisaliten, von Friedrich Löwel 1886/87, nach Kriegsschäden in reduzierter Höhe wiederaufgebaut, von Uwe Kiessler 1995–1997 Wiederaufstockung in moderner Form | D-1-62-000-6040 | weitere Bilder                            |
| Salvatorplatz 2/2a (Standort)         | Westteil des ehemaligen Theatinerklosters | (siehe Theatinerstraße 20/21), jetzt Bayerisches Staatsministerium für Unterricht, Kultus, Wissenschaft und Kunst, langgestreckter Frühbarockbau, um 1675/76 von Lorenzo Perti, 1938–1941 aufgestockt und umgebaut; südlich anschließend spätbarocker Eckbau von ca. 1731, Teil des ehemaligen Palais Minucci, um 1939 umgebaut | D-1-62-000-6041 | Westteil des ehemaligen Theatinerklosters |
| Salvatorplatz 3 (Standort)            | Salvatorgarage                            | Bürohaus und Parkgarage für die ehemalige Bayer. Staatsbank, jetzt Hypo-Vereinsbank, Baugruppe aus schmalem Bürotrakt und nach Westen anschließendem Parkhaus, Stahlbetonskelettbauten, mit dunklem Klinkermauerwerk verkleidet, 1964/65 von Franz Hart; Ostfront des Bürotraktes durch kräftig vortretende Pfeiler gegliedert, Parkhaus mit Lüftungsschlitzen, Preisträger beim Preis für Stadtbildpflege der Stadt München 2008. | D-1-62-000-7901 | weitere Bilder                            |
| Salvatorstraße 17 (Standort)          | Salvatorkirche                            | ehemalige Friedhofskirche, seit 1829 Griechisch-orthodoxe Kirche, spätgotischer Saalbau mit polygonalem Chor aus Backstein mit Turm, 1492–1494; mit Ausstattung; (Geschütztes Kulturgut) | D-1-62-000-6044 | weitere Bilder                            |
| Sebastiansplatz 3 (Standort)          | Altmünchner Bürgerhaus                    | Eckgebäude mit hölzernen Hoflauben, um 1761 | D-1-62-000-6422 | weitere Bilder                            |
| Sebastiansplatz 4 (Standort)          | Altmünchner Bürgerhaus                    | Kernbestand 15./16. Jahrhundert, in der Barockzeit umgebaut, mit Holzlauben im Hof; 1854 umgebaut und aufgestockt; Rückgebäude 15./16. Jahrhundert, im 18. und 19. Jahrhundert umgebaut. | D-1-62-000-6423 | weitere Bilder                            |
| Sebastiansplatz 5 (Standort)          | Altmünchner Bürgerhaus                    | Kernbestand wohl 15. oder 16. Jahrhundert, in der Barockzeit aufgestockt, später verändert; Rückgebäude (mit Nr. 6 gemeinsam) um 1880 erneuert. | D-1-62-000-6424 | weitere Bilder                            |
| Sebastiansplatz 6 (Standort)          | Altmünchner Bürgerhaus                    | die beiden ersten Geschosse im Kern vielleicht noch spätmittelalterlich oder 16. Jahrhundert, später aufgestockt, nochmals 1856 samt rückseitigem Treppenhaus; Rückgebäude siehe Nr. 5 | D-1-62-000-6425 | weitere Bilder                            |
| Sebastiansplatz 7 (Standort)          | Altmünchner Bürgerhaus                    | mit zwei Ohrwascheln, die beiden unteren Geschosse z. T. noch 15. Jahrhundert, um 1600 aufgestockt, Dachstuhl um 1735, Hoflauben 1863, mit späteren Veränderungen; Rückgebäude spätmittelalterlich, um 1600 und um 1735 verändert | D-1-62-000-6426 | weitere Bilder                            |
| Sebastiansplatz 8 (Standort)          | Altmünchner Bürgerhaus                    | Eckbau mit Ohrwaschel, spätestens im 18. Jahrhundert entstanden oder umgebaut, Privater Preisträger beim Fassadenpreis der Landeshauptstadt München 2005 | D-1-62-000-6427 | weitere Bilder                            |
| Sebastiansplatz 11 (Standort)         | Eckhaus                                   | Neurenaissance, Ende 19. Jahrhundert | D-1-62-000-6429 | Eckhaus                                   |
| Sendlinger Straße 1 (Standort)        | Ruffini-Block                             | siehe Rindermarkt 10 | D-1-62-000-5846 | weitere Bilder                            |
| Sendlinger Straße 2 (Standort)        | Schlossereck                              | klassizistisches Wohn- und Geschäftshaus, 1831 von Joseph Höchl, 1876 in gleicher Form nach Südwesten (Bauteil an der Ecke zum Färbergraben) erweitert | D-1-62-000-6498 | Schlossereck                              |
| Sendlinger Straße 3 (Standort)        | Geschäftshaus                             | fünfgeschossiger später Jugendstilbau mit dekorloser Fassade, die durch Fensterarkaden sowie hohe kleinversprosste Rundbogenfenster vertikal gegliedert wird, von Eugen Hönig und Karl Söldner, 1902/03, Erweiterung und Redaktion der Fassade von Eugen Hönig und Karl Söldner, bezeichnet 1910, 1964/65 und 2000/01 umfassender Umbau und Erweiterung | D-1-62-000-6476 | Geschäftshaus                             |
| Sendlinger Straße 4 (Standort)        | Geschäftshaus Zum Rappeneck               | historisierend, 1911 von Eugen Hönig und Karl Söldner | D-1-62-000-6497 | Geschäftshaus Zum Rappeneck               |
| Sendlinger Straße 8 (Standort)        | Ehemaliges Verlagshaus                    | Verlagshaus der Münchener Neuesten Nachrichten, später der Süddeutschen Zeitung, fünfgeschossiger stattlicher Geschäftshausblock in frei historisierenden Formen mit Natursteinfassade, großen Erdgeschossarkaden und teilweise zurückgesetzter von polygonalen Erkern flankierter oberer Fassadenhälfte, geplant von Max Littmann, 1905/06, nach Kriegsschäden weitgehend erneuert; mit rückwärtig angebautem ehemaligem Druckereigebäude, vier bzw. fünfgeschossiger weitläufiger Zweckbau, nach Entwurf von Max Littmann, 1926–1929, mit späteren Veränderungen; 2013 entkernt und Fassade in Neubau einbezogen. | D-1-62-000-6496 | weitere Bilder                            |
| Sendlinger Straße 10 (Standort)       | Ehemaliges Haus der Abendzeitung          | Zugehörig das ehemalige Haus Sendlinger Straße 77, im Kern (drei untere Geschosse) spätgotisch, 16. Jahrhundert, Fassade klassizistisch, Anfang 19. Jahrhundert, sowie links daneben das ehemalige Haus Nr. 76 (Faberbräu), im Kern wohl barock, mit klassizistischer Fassade des frühen 19. Jahrhunderts; Gruppe mit Nr. 14. | D-1-62-000-6495 | Ehemaliges Haus der Abendzeitung          |
| Sendlinger Straße 11 (Standort)       | Bürgerhaus                                | viergeschossiger Walmdacheckbau mit frühklassizistischer Putzgliederung in spätbarocker Tradition, um 1788, im Kern älter; an Hausecke spätbarocke Marienbüste, bezeichnet 1731, Privater Preisträger beim Fassadenpreis der Landeshauptstadt München 2007 | D-1-62-000-6477 | Bürgerhaus                                |
| Sendlinger Straße 14 (Standort)       | Altes Hackerbräuhaus                      | Eckbau mit prächtiger klassizistischer Fassade, bezeichnet 1830; Einbau des sogenannten Silbersalons und anderer Stilräume um 1885; Gruppe mit Nr. 10. | D-1-62-000-6494 | weitere Bilder                            |
| Sendlinger Straße 27 (Standort)       | Geschäftshaus                             | fünfgeschossiges historistisches Eckhaus mit Spitzbogenarkaden in der Ladenzone und reicher Bauplastik in den Formen des Art Decor, von Hanns Atzenbeck, 1924/25 | D-1-62-000-6478 | weitere Bilder                            |
| Sendlinger Straße 29/31 (Standort)    | Wohn- und Geschäftshaus                   | sogenanntes Haus zum Singlspieler, symmetrisches vierflügeliges Doppelhaus in Manier der deutschen Renaissance mit straßenseitig je zwei hohen Volutengiebeln und reich skulptierten Erkern sowie Wandmalereien und neugotischen Steinfiguren, von Jakob Baudrexel nach Fassadenplänen von Hans Grässel, 1897/98, 1986/87 entkernt | D-1-62-000-6479 | weitere Bilder                            |
| Sendlinger Straße 30 (Standort)       | Priesterhaus St. Johann Nepomuk           | fünfgeschossiger schmaler Spätbarockbau mit stuckierten Fensterrahmungen, ornamentalen Scheitelsteinen und reich profilierten Gurtgesimsen, wohl von Matthias Krinner, 1771–1773 | D-1-62-000-6493 | weitere Bilder                            |
| Sendlinger Straße 32 (Standort)       | Kath. Kirche St. Johannes von Nepomuk     | sogenannte Asamkirche, langgestreckte, zweigeschossige, tonnengewölbte Saalkirche mit umlaufender Empore und querovalem Vorraum, von Cosmas Damian und Egid Quirin Asam, 1733–1746, nach Kriegsschäden teilweise erneuert; durch Kolossalpilaster eingefasste schmale Fassade mit geschweiftem Giebel; mit Ausstattung | D-1-62-000-6492 | weitere Bilder                            |
| Sendlinger Straße 33a (Standort)      | Mietshaus                                 | viergeschossiger vorspringender Neurenaissancebau mit Stuckfassade und polygonalem Erker, von Otto Dix, 1889 | D-1-62-000-6480 | Mietshaus                                 |
| Sendlinger Straße 34 (Standort)       | Asamhaus                                  | viergeschossiger spätbarocker Satteldachbau mit profilierten Fensterrahmungen, erhöhtem Erker über der Durchfahrt und die gesamte Fassade überdeckendem größtenteils figuralen Stuckdekor, von Egid Quirin Asam, um 1735, im Kern älter, nach Kriegsschäden teilerneuert; im Hof barocke Blendarchitektur mit großer Stuckfigur des hl. Johannes von Nepomuk (Kopie) | D-1-62-000-6491 | weitere Bilder                            |
| Sendlinger Straße 35 (Standort)       | Bürgerhaus                                | fünfgeschossiger klassizistischer Satteldachbau mit rhythmisierter Fensteranordnung und Hausmadonnentondo, um 1800, umgebaut 1900 | D-1-62-000-6481 | Bürgerhaus                                |
| Sendlinger Straße 41 (Standort)       | Wohn- und Geschäftshaus                   | breiter fünfgeschossiger Neurenaissancebau mit Hofflügel und rustizierter, rhythmisch gegliederter Stuckfassade, von J. G. Mayer, 1890/91 | D-1-62-000-6482 | Wohn- und Geschäftshaus                   |
| Sendlinger Straße 43 (Standort)       | Geschäfts- und Mietshaus                  | fünfgeschossiger schmaler Neurenaissancebau mit reich gegliederter Klinkerfassade und polygonalem Mittelerker, von Oscar Strelin, 1884/85 | D-1-62-000-6483 | weitere Bilder                            |
| Sendlinger Straße 45 (Standort)       | Geschäfts- und Wohnhaus                   | fünfgeschossiger stattlicher Satteldachbau des Historismus mit asymmetrischer Fassade, zwei Natursteinerkern und Mittelloggia, von Heinrich Volbehr, 1898/99, 1973 Erdgeschoss modernisiert | D-1-62-000-6484 | weitere Bilder                            |
| Sendlinger Straße 49 (Standort)       | Sendlinger Tor                            | Stadttor, Toranlage mit zwei sechseckig vorgeschobenen Flankentürme, großem Durchfahrtsbogen in der Schildmauer sowie seitlichen Zwingermauern in zum Teil neugotischer Gliederung, im Kern 15. Jahrhundert, durch Arnold Zenetti 1860 restauriert, von Wilhelm Bertsch 1906 Durchfahrtsbogen und -gänge, nach Kriegsschäden teilerneuert. | D-1-62-000-6485 | weitere Bilder                            |
| Sendlinger Straße 50/52 (Standort)    | Ehemaliges Bierbrauerhaus                 | Wohn- und Geschäftshaus, fünfgeschossiger klassizistischer Satteldachbau mit stuckierten Fensterrahmungen und langgestreckter viergeschossiger Hofbebauung, von Georg Meister, bezeichnet 1834, 1912/13 Um-, Aus- bzw. Neubau der Rückgebäude. | D-1-62-000-6490 | Ehemaliges Bierbrauerhaus                 |
| Sendlinger Straße 54 (Standort)       | Mietshaus                                 | fünfgeschossiger Neurenaissancebau mit Stuckfassade und zwei Achsen breitem Mittelerker, von Alois Bischoff, 1884 | D-1-62-000-6489 | Mietshaus                                 |
| Sendlinger Straße 56 (Standort)       | Wohn- und Geschäftshaus Krafft            | fünfgeschossiger, schmaler, neugotischer Walmdachbau mit reicher Natursteingliederung und rippengewölbter Loggia in prächtigem Erker, von Max Ostenrieder, 1899 | D-1-62-000-6488 | weitere Bilder                            |
| Sendlinger Straße 60 (Standort)       | Mietshaus                                 | viergeschossiger Neurenaissancebau mit sandsteinverkleideter Fassade, geplant von Georg Müller, 1896 | D-1-62-000-6487 | Mietshaus                                 |
| Sendlinger Straße 62 (Standort)       | Wohn- und Geschäftshaus                   | fünfgeschossiger, stattlicher Neurenaissance-Eckbau mit prächtiger Stuckfassade und abgeschrägter, durch polygonalen Erker akzentuierter Ecke, von Josef Kroneder, 1884, und Ludwig Bayer, 1884–1886 | D-1-62-000-6486 | Wohn- und Geschäftshaus                   |
| Sendlinger-Tor-Platz 10/11 (Standort) | Stattlicher Geschäftshausblock            | Jugendstil, 1913–1914 von Heilmann & Littmann | D-1-62-000-6501 | weitere Bilder                            |
| Sendlinger-Tor-Platz 14 (Standort)    | Blumenschule                              | ehemalige Volksschule, jetzt Berufsschule für Design, langgestreckter monumentaler viergeschossiger Block mit flachem Walmdach in strengen Renaissanceformen, von August Voit d. J., 1876/77; südöstlich Turnhallenanbau mit Flachsatteldach im gleichen Stil, von Karl Hocheder d. Ä., 1891 | D-1-62-000-812  | weitere Bilder                            |
| Sparkassenstraße 1 (Standort)         | Rückgebäude von Burgstraße 2              | (siehe dort), Fassade 1908 von Max Albrecht | D-1-62-000-4289 | Rückgebäude von Burgstraße 2              |
| Sparkassenstraße 2/4 (Standort)       | Stadtsparkasse                            | (und ehemals städtisches Verwaltungsgebäude), langgestreckter malerischer Bau in deutscher Renaissance, Putzbau mit Natursteingliederungen, polygonalem Eckerker und reichem plastischem Dekor, 1898–1899 (Nordteil) und 1906–1908 von Hans Grässel | D-1-62-000-6599 | weitere Bilder                            |
| Sparkassenstraße 3 (Standort)         | Ehemaliges Büro- und Wohnhaus             | jetzt städtisches Verwaltungsgebäude, breite Neurenaissancefassade, 1891 von Jakob Heilmann, umgebaut 1909/10 von Eugen Hönig und Karl Söldner | D-1-62-000-6600 | Ehemaliges Büro- und Wohnhaus             |
| Sparkassenstraße 5 (Standort)         | Teil des Städtischen Wohnungsamtes        | an der Burgstraße 4, siehe dort | D-1-62-000-7863 | Teil des Städtischen Wohnungsamtes        |
| Sparkassenstraße 11 (Standort)        | Wohn- und Geschäftshaus                   | in deutscher Renaissance, mit Erker, 1909/10 von Karl Stöhr; Einheit mit Burgstraße 6 | D-1-62-000-6602 | Wohn- und Geschäftshaus                   |
| St.-Jakobs-Platz 1 (Standort)         | Münchner Stadtmuseum                      | architektonisch heterogen gruppierter Komplex um zwei Innenhöfe; südöstlich ehemaliges Stadtzeughaus, dreigeschossiger stattlicher Satteldachbau der Spätgotik, von Lukas Rottaler, 1491–1493, nach Kriegsschäden teilerneuert; nördlich Erweiterungstrakt, dreigeschossiger Satteldachbau mit übergiebeltem Eingangsrisalit in Neurenaissanceformen, von Ludwig Grässel, 1926–1928, von Herrmann Leitenstorfer 1930/31 in Winkelform nach Osten fortgesetzt; nördlicher Erweiterungstrakt (siehe Rosental 16) | D-1-62-000-6082 | weitere Bilder                            |
| St.-Jakobs-Platz 1 (Standort)         | Münchner Stadtmuseum                      | Münchner Stadtmuseum, im Hof; Zierbrunnen „Schwimmende Nixen“, von Andreas Schwarzkopf und Alfred Regnat, 1965. | D-1-62-000-6082 | Münchner Stadtmuseum                      |
| St.-Jakobs-Platz 20 (Standort)        | Altmünchner Bürgerhaus                    | sogenanntes Ignaz-Günther-Haus, ehemals Wohnhaus Ignaz Günthers von 1761 bis 1775, viergeschossiger schmaler Satteldachbau mit Mittelerker, durch seitliche Flügel mit viergeschossigem Satteldachrückgebäude mit Ohrwaschlgaube und Hausmadonna (Kopie) am Oberanger verbunden, im Kern spätmittelalterlich, Mitte 19. Jahrhundert erneuert, 1975–1977 wiederhergestellt | D-1-62-000-6083 | weitere Bilder                            |
| Sterneckerstraße 2 (Standort)         | Altmünchner Bürgerhaus                    | Altmünchner Bürgerhaus mit vier niedrigen Geschossen, bis zum 1. Stock wohl im Kern spätgotisch, im 17./18. Jahrhundert umgebaut und aufgestockt, Treppe vom Typ Himmelsleiter, Privater Preisträger beim Fassadenpreis der Landeshauptstadt München 2005 | D-1-62-000-6672 | weitere Bilder                            |
| Stollbergstraße 9 (Standort)          | Mietshaus                                 | in schlichter klassizistischer Tradition, um 1860/70 | D-1-62-000-6711 | Mietshaus                                 |
| Stollbergstraße 11 (Standort)         | Mietshaus                                 | Maximilianstil, mit erhöhtem Eckrisalit, reich gegliedert, mit Stuckdekor, um 1870; Gruppe mit Hildegardstraße 3/5. | D-1-62-000-6712 | weitere Bilder                            |
| Stollbergstraße 12 (Standort)         | Corpshaus Germania                        | frei abgewandelte deutsche Renaissance, 1906–1907 von Gabriel von Seidl | D-1-62-000-6713 | Corpshaus Germania                        |
| Stollbergstraße 13 (Standort)         | Mietshaus                                 | schlicht spätklassizistisch, dem Charakter der Maximilianstraße nahestehend, um 1860; flankiert mit dem ähnlichen Haus Nr. 17 den risalitartig wirkenden Bau Nr. 15 | D-1-62-000-6714 | Mietshaus                                 |
| Stollbergstraße 14 (Standort)         | Mietshaus                                 | in klassizistischer Tradition, um 1860/70 | D-1-62-000-6715 | Mietshaus                                 |
| Stollbergstraße 15 (Standort)         | Mietshaus                                 | in klassischen Renaissanceformen reich gegliedert, mit Dreiecksgiebel am flachen Mittelrisalit, 1880 von Maurermeister Ludwig Bayer; geschnitztes Portal; vergleiche Nr. 13 und 17 | D-1-62-000-6716 | Mietshaus                                 |
| Stollbergstraße 17 (Standort)         | Mietshaus                                 | spätklassizistisch, um 1860; flankiert mit dem ähnlichen Haus Nr. 13 den risalitartig wirkenden Bau Nr. 15 | D-1-62-000-6717 | Mietshaus                                 |
| Stollbergstraße 18 (Standort)         | Mietshaus (Wohnhaus Blum)                 | neugotisch, dreigeschossig in Rohbackstein mit reicher Naturstein-Gliederung und -Bauplastik, 1857–1858 von Erlacher, Windwart und Bleibinhaus; Schnitzportale; mit Ausstattung | D-1-62-000-6718 | weitere Bilder                            |
| Nähe Stollbergstraße 20 (Standort)    | Garten- und ehemaliges Waschhaus          | eingeschossig mit Dachterrasse, von Matthias Berger, 1857, mit Vergitterung, um 1900 | D-1-62-000-6719 | BW                                        |
| Stollbergstraße 22 (Standort)         | Mietshaus                                 | spätklassizistisch, 1860–1861 von Friedrich Bürklein, mit Balkon von 1875; 1946 aufgestockt | D-1-62-000-6720 | Mietshaus                                 |

### T
| Lage                                           | Objekt                                   | Beschreibung | Akten-Nr.        | Bild                                     |
| ---------------------------------------------- | ---------------------------------------- | --- | ---------------- | ---------------------------------------- |
| Tal 7 (Standort)                               | Eckhaus                                  | in schlicht barockisierenden Formen, 1903 von Heilmann & Littmann; ehemals mit Giebel; Block mit Maderbräustraße 2 | D-1-62-000-6741  | Eckhaus                                  |
| Tal 11/13 (Standort)                           | Merkurbrunnen                            | nach Entwurf Friedrich von Thierschs von 1902 durch den Bildhauer Hugo Kaufmann ausgeführt (Nachbildung der Figur des Giovanni Bologna von ca. 1580); 1911 Aufstellung auf dem Maximiliansplatz, 1975 hier                                                                                                  | D-1-62-000-6742  | weitere Bilder                           |
| Tal 18 (Standort)                              | Eckhaus                                  | klassizistische Fassade, um 1800 | D-1-62-000-6753  | Eckhaus                                  |
| Tal 19 (Standort)                              | Kalter-Haus                              | Eckhaus, neubarock, 1894; Hauptfront zum Teil vereinfacht | D-1-62-000-6743  | Kalter-Haus                              |
| Tal 20 (Standort)                              | Eckhaus                                  | neubarock, 1897 | D-1-62-000-6752  | Eckhaus                                  |
| Tal 21 (Standort)                              | Ehemalige Brauerei, sogenanntes Dürnbräu | fünfgeschossiger klassizistischer Eckbau mit schlichter abgerundeter Fassade, 1828, Erdgeschoss 1936 von Karl Stöhr verändert | D-1-62-000-6744  | Ehemalige Brauerei, sogenanntes Dürnbräu |
| Tal 22 (Standort)                              | Wohn- und Geschäftshaus                  | viergeschossiger Walmdachbau in Ecklage, von Joseph Höchl, 1830, zum Tal um ein Geschoss erhöht, 1927 | D-1-62-000-10550 | Wohn- und Geschäftshaus                  |
| Tal 24 (Standort)                              | Eckhaus                                  | mit Fassadengestaltung von 1857 | D-1-62-000-6751  | Eckhaus                                  |
| Tal 26 (Standort)                              | Ehemals Metzgerbräu                      | jetzt Geschäfts- und Wohnhaus, zwei 1907 vereinigte Häuser; der niedrigere Ostteil im Kern wohl 16. Jahrhundert, später mehrfach umgebaut, der höhere Westteil Ende 19. Jahrhundert | D-1-62-000-6750  | Ehemals Metzgerbräu                      |
| Tal 28 (Standort)                              | Ehemaliges Bürgerhaus                    | jetzt Geschäfts- und Wohnshaus, bis zum zweiten Stock im Kern spätmittelalterlich, im späten 18. Jahrhundert aufgestockt, Fassadengestaltung frühklassizistisch; Umbau 1874; vergleiche Westenriederstraße 37                                                                                               | D-1-62-000-6749  | Ehemaliges Bürgerhaus                    |
| Tal 38 (Standort)                              | Sterneckerbräu                           | Stattliches Eckhaus, deutsche Renaissance, 1901 von Heilmann & Littmann | D-1-62-000-6748  | Sterneckerbräu                           |
| Tal 41 (Standort)                              | Hotel Torbräu                            | deutsche Renaissance, 1899–1900 von Georg Hamann; nach Kriegsschäden 1946–1951 vereinfacht wiederaufgebaut | D-1-62-000-6745  | weitere Bilder                           |
| Tal 43 (Standort)                              | Geschäfts- und Mietshaus                 | deutsche Renaissance, seit Kriegsende dreigeschossig (2006 Rekonstruktion der Obergeschosse und Dach), um 1900, Privater Preisträger beim Fassadenpreis der Landeshauptstadt München 2007 | D-1-62-000-6746  | weitere Bilder                           |
| Tal 50 (Standort)                              | Isartor                                  | stattlicher querrechteckiger Torturm mit von Mauern umschlossenem Vorhof, achteckigen Flankentürmen und dreibogiger Stirnfront, von 1337, 1833–1835 durch Friedrich von Gärtner restauriert, nach Kriegsschäden 1946–1957 wiederhergestellt; Wandfresko von Bernhard Neher d. J., 1835; neue Turmuhren 2005 | D-1-62-000-6747  | weitere Bilder                           |
| Theatinerstraße 7 (Standort)                   | Arco-Palais                              | Geschäftshaus im barockisierenden Jugendstil, mit abgerundeter Ecke, 1910 von Georg Meister und Oswald E. Bieber; zugehörig Maffeistraße 4. | D-1-62-000-6844  | weitere Bilder                           |
| Theatinerstraße 8 (Standort)                   | Gablerhaus                               | Geschäftshaus mit historisierender Natursteinfassade, 1910/11 von Georg Meister und Oswald E. Bieber; 1998–2001 Umbau im Zusammenhang der sogenannten Fünf Höfe. | D-1-62-000-6845  | Gablerhaus                               |
| Theatinerstraße 22 (Standort)                  | Theatinerkirche                          | St. Cajetan, kreuzförmig-basilikale Anlage mit Zweiturmfront und Vierungskuppel, 1663–1668 von Agostino Barelli und Enrico Zuccalli, Fassade 1765–1768 von Francois Cuvilliés d. Ä. vollendet; mit Ausstattung. (Geschütztes Kulturgut)                                                                     | D-1-62-000-6847  | weitere Bilder                           |
| Theatinerstraße 23 (Standort)                  | Klassizistisches Wohnhaus                | jetzt Geschäftshaus, bildet eine Einheit mit dem Eckhaus, ehemals Nr. 25, jetzt Brienner Straße 1/ehemals Palais Graf Moy, siehe dort | D-1-62-000-6848  | weitere Bilder                           |
| Theatinerstraße 32 (Standort)                  | Wohn- und Geschäftshaus                  | mit (zur Residenzstraße verbindender) sogenannter Theatiner-Passage, 1954/55 von Jean Ehrhard, und mit Theatiner-Filmkunst-Lichtspieltheater, 1956 von Hanns Atzenbeck | D-1-62-000-7898  | Wohn- und Geschäftshaus                  |
| Theatinerstraße 38 (Standort)                  | Geschäftshaus                            | konkav-konvexe Jugendstil-Hausteinfassade, 1903 von Max Littmann | D-1-62-000-6849  | weitere Bilder                           |
| Thomas-Wimmer-Ring 1 (Standort)                | Stadtmauer                               | am Südende der Westseite des Thomas-Wimmer-Ringes auf etwa 50 m erhalten die untere Zone der Zwingermauer, spätestens 1494/99, aus Nagelfluhquadern und Füllmauerwerk; die Verblendung der ehemals gegen den Graben offenliegenden Feldseite aus Nagelfluh-Bossenquadern noch teilweise vorhanden           | D-1-62-000-6917  | Stadtmauer                               |
| Thomas-Wimmer-Ring 1a (im Innenhof) (Standort) | Prinzessturm                             | Nagelfluhfundament des Rundturms mit angrenzenden Teilen der Zwingermauer | D-1-62-000-6917  | weitere Bilder                           |

### U
| Lage                             | Objekt                                 | Beschreibung | Akten-Nr.       | Bild                             |
| -------------------------------- | -------------------------------------- | --- | --------------- | -------------------------------- |
| Unterer Anger 1/2 (Standort)     | Kloster- und Institutskirche St. Jakob | schlichter Sichtziegelbau mit Glockengaube, 1955–1956 von Friedrich Haindl; lichter, hallenartiger Innenraum mit freskierter Flachdecke, dreiseitiger Empore und zweigeschossigem Oratorium; mit Ausstattung                      | D-1-62-000-7887 | weitere Bilder                   |
| Unterer Anger 1/2 (Standort)     | Bronzestatue                           | St. Jakobus, von Anton Rückel; nördlich vor der Kirche. | D-1-62-000-7887 | Bronzestatue                     |
| Unterer Anger 1/2 (Standort)     | Kloster                                | Kloster- und Internatsgebäude der Armen Schulschwestern; fünfgeschossiger Vierflügelbau mit Sichtziegelfassaden und dreigeschossigem Verbindungsflügel zur Schule, von Friedrich Haindl, 1955/56; mit zum Teil alter Ausstattung. | D-1-62-000-7887 | Kloster                          |
| Unterer Anger 3/4 (Standort)     | Städtische Gaswerke (Verwaltung)       | monumentaler, neuklassizistischer Bau mit Portikus vor dem Portal, 1913–1917 von Robert Rehlen | D-1-62-000-7153 | Städtische Gaswerke (Verwaltung) |
| Unterer Anger 8/9 (Standort)     | Feuerwehrgebäude                       | Nebengebäude des Hauptfeuerhauses (siehe An der Hauptfeuerwache 8), historisierender Verwaltungs- und Wohnbau, 1906–1907 von Robert Rehlen.                                                                                       | D-1-62-000-7154 | Feuerwehrgebäude                 |
| Unterer Anger 15 (Standort)      | Mietshaus                              | 1902 umgebaut, mit neubarocker Fassade | D-1-62-000-7155 | Mietshaus                        |
| Unterer Anger 16 (Standort)      | Mietshaus                              | spätklassizistisch, um 1860 | D-1-62-000-7156 | Mietshaus                        |
| Utzschneiderstraße 2 (Standort)  | Mietshaus                              | Eckbau, um 1845 | D-1-62-000-7174 | Mietshaus                        |
| Utzschneiderstraße 4 (Standort)  | Mietshaus                              | biedermeierlich, 1846 von Gottfried Fischer | D-1-62-000-7175 | Mietshaus                        |
| Utzschneiderstraße 5 (Standort)  | Mietshaus                              | mit zierlichem Erker, im Kern 1843, 1919 verändert; zum Teil vereinfacht | D-1-62-000-7176 | Mietshaus                        |
| Utzschneiderstraße 6 (Standort)  | Mietshaus                              | biedermeierlich, 1846 von Gottfried Fischer; zum Teil vereinfacht; Block mit Nr. 8 | D-1-62-000-7177 | Mietshaus                        |
| Utzschneiderstraße 8 (Standort)  | Mietshaus                              | biedermeierlich, 1851 von Johann Nepomuk Bürkel; zum Teil vereinfacht; Block mit Nr. 6 | D-1-62-000-7178 | Mietshaus                        |
| Utzschneiderstraße 10 (Standort) | Mietshaus                              | biedermeierlich, 1851 von Johann Nepomuk Bürkel | D-1-62-000-7179 | Mietshaus                        |
| Utzschneiderstraße 12 (Standort) | Mietshaus                              | schlicht biedermeierlich, 1850 von Johann Nepomuk Bürkel | D-1-62-000-7180 | Mietshaus                        |
| Utzschneiderstraße 14 (Standort) | Mietshaus                              | biedermeierlich, um 1850; verändert | D-1-62-000-7181 | Mietshaus                        |

### V
| Lage                          | Objekt                             | Beschreibung | Akten-Nr.       | Bild                               |
| ----------------------------- | ---------------------------------- | --- | --------------- | ---------------------------------- |
| Viktualienmarkt 2 (Standort)  | Ladenzeile                         | sogenannte Metzgerzeile, eingeschossige, neugotische, flachgedeckte Arkadenfolge mit Blendmaßwerkbrüstung und Fialen, von Hartwig Eggers, 1880/81, nach Kriegsschäden 1979–1981 Rekonstruktion mit Hilfe ausgelagerter Details | D-1-62-000-7234 | Ladenzeile                         |
| Viktualienmarkt 4 (Standort)  | Terrassenvorbau                    | zweigeschossiger putzgegliederter Eckvorbau mit Terrassenbalustrade, 1887; zu Petersplatz 8 | D-1-62-000-7233 | Terrassenvorbau                    |
| Viktualienmarkt 5 (Standort)  | Wohn- und Geschäftshaus            | viergeschossiger malerischer Walmdacheckbau mit Putzgliederung und zwei Zwiebelturmerkern, vom Baugeschäft Josef Kössler, 1898/99, 1948/49 Wiederaufbau in erhaltenen Außenmauern von Franz Berberich                          | D-1-62-000-7231 | Wohn- und Geschäftshaus            |
| Viktualienmarkt 8 (Standort)  | Geschäfts- und Wohnhaus Kustermann | Neurenaissance, reich gegliedert, 1876–1878 von Albert Schmidt | D-1-62-000-7232 | Geschäfts- und Wohnhaus Kustermann |
| Viktualienmarkt 15 (Standort) | Markthalle                         | nördlicher Kopfbau der sogenannten Schranne, zweigeschossiger Satteldachbau in reduzierten klassizistischen Formen, von Karl Muffat, 1851–1853                                                                                 | D-1-62-000-5476 | Markthalle                         |

### W
| Lage                               | Objekt                                | Beschreibung | Akten-Nr.       | Bild                     |
| ---------------------------------- | ------------------------------------- | --- | --------------- | ------------------------ |
| Weinstraße 3 (Standort)            | Indanthren-Haus                       | Geschäfts- und Verwaltungsgebäude für die Farbwerke Hoechst, Stahlbetonkonstruktion mit Verkleidung aus farbigen Ziegeln in abstrakter Flächenmusterung (Entwurf Blasius Spreng), 1954 von Georg Helmut Winkler; Passage mit hofartiger Erweiterung, Wandrelief und Brunnen 1956 von Franz Mikorey.         | D-1-62-000-7861 | Indanthren-Haus          |
| Weinstraße 4 (Standort)            | Ehemaliges Geschäftshaus              | jetzt Bankhaus, mit neuklassizistischer Natursteinfassade, 1908/09 von Max Neumann | D-1-62-000-7361 | Ehemaliges Geschäftshaus |
| Weinstraße 11 (Standort)           | Wohn- und Geschäftshaus               | fünfgeschossiger Bau mit barockisierende Sandsteinfassade und polygonalem Erker, von Max Neumann, 1914, nach Kriegszerstörung weitgehend erneuert; Rest des ehemaligen Doppelhauses, dessen nördlicher Fassadenabschnitt nach Kriegsschäden 1951/52 verändert errichtet                                     | D-1-62-000-7362 | Wohn- und Geschäftshaus  |
| Westenriederstraße 13 (Standort)   | Mietshaus                             | klassizistischer Eckbau, im Kern 1819–1820 | D-1-62-000-7462 | Mietshaus                |
| Westenriederstraße 14 (Standort)   | Mietshaus                             | schlichte Neurenaissancefassade, 2. Hälfte 19. Jahrhundert | D-1-62-000-7460 | Mietshaus                |
| Westenriederstraße 15 (Standort)   | Mietshaus                             | schlicht spätklassizistisch, um 1860 | D-1-62-000-7463 | Mietshaus                |
| Westenriederstraße 16 (Standort)   | Mietshaus                             | klassizistisch, 1824 von Josef Höchl | D-1-62-000-7459 | Mietshaus                |
| Westenriederstraße 18 (Standort)   | Mietshaus                             | spätbiedermeierlich, 1873 | D-1-62-000-7458 | Mietshaus                |
| Westenriederstraße 20 (Standort)   | Städt. Riemerschmid-Wirtschaftsschule | siehe Frauenstraße 19 | D-1-62-000-1823 | weitere Bilder           |
| Westenriederstraße 21 (Standort)   | Mietshaus                             | schlichte Fassade in klassizistischer Tradition, 1877–1878 umgebaut; Geburtshaus Lorenz von Westenrieder (1748; Gedenktafel) | D-1-62-000-7464 | Mietshaus                |
| Westenriederstraße 23 (Standort)   | Mietshaus                             | 1877–78 umgebaut; vergleiche Nr. 16 | D-1-62-000-7465 | Mietshaus                |
| Westenriederstraße 27 (Standort)   | Mietshaus                             | bis zum 2. Stock im Kern gotisch (wohl 16. Jahrhundert), später aufgestockt; Fassadengliederung von etwa 1860; 1969 restauriert | D-1-62-000-7466 | Mietshaus                |
| Westenriederstraße 27 a (Standort) | Bürgerhaus                            | viergeschossiger zurückgesetzter Eckbau mit Halbwalmdach und schlichter Fassade in neuklassizistischer Tradition, wohl 17. Jahrhundert, Fassadengestaltung Mitte 19. Jahrhundert; Mietshaus, viergeschossiges Rückgebäude mit Satteldach und vorgesetztem, hölzernen Treppenturm, 1. Hälfte 18. Jahrhundert | D-1-62-000-7467 | Bürgerhaus               |
| Westenriederstraße 29 (Standort)   | Bürgerhaus                            | mit Krüppelwalmdach, wohl 17. Jahrhundert, Fassadengestaltung des mittleren 19. Jahrhunderts, 1969 restauriert; hierzu Rückgebäude: Mietshaus, viergeschossiger Satteldachbau mit vorgesetztem, hölzernen Wendeltreppenturm, 1. Hälfte 18. Jahrhundert                                                      | D-1-62-000-7467 | Bürgerhaus               |
| Westenriederstraße 31 (Standort)   | Mietshaus                             | Neurenaissance-Eckbau, 1897 | D-1-62-000-7468 | Mietshaus                |
| Westenriederstraße 37 (Standort)   | Wohnhaus                              | ehemals Rückgebäude von Tal 28, mit schlichter Fassade, 18. Jahrhundert | D-1-62-000-7469 | Wohnhaus                 |
| Westenriederstraße 43 (Standort)   | Mietshaus                             | Neurenaissance, 1899; zum Teil vereinfacht, Fassade an der Sterneckerstraße noch unverändert. | D-1-62-000-7470 | Mietshaus                |
| Westenriederstraße 45 (Standort)   | Mietshaus                             | Neurenaissance, 1900 von Heilmann und Littmann | D-1-62-000-7471 | weitere Bilder           |
| Westenriederstraße 47 (Standort)   | Mietshaus                             | Neurenaissance, um 1900 | D-1-62-000-7472 | weitere Bilder           |

## Ehemalige Baudenkmäler
In diesem Abschnitt sind Objekte aufgeführt, die früher einmal in der Denkmalliste eingetragen waren, jetzt aber nicht mehr. Objekte, die in anderem Zusammenhang – also z. B. als Teil eines Baudenkmals – weiter eingetragen sind, sollen hier nicht aufgeführt werden. Aktennummern in diesem Abschnitt sind ehemalige, jetzt nicht mehr gültige Aktennummern.

| Lage                                   | Objekt                            | Beschreibung | Akten-Nr.       | Bild                              |
| -------------------------------------- | --------------------------------- | --- | --------------- | --------------------------------- |
| Brunnstraße 1 (Standort)               | Teil des Radspielerhauses         | 1875 dem Radspielerhauses angeglichen; siehe Hackenstraße 7 nach Neubau unter Einbeziehung der ehemaligen Fassade 2008 aus der Denkmalliste gestrichen | D-1-62-000-1017 | Teil des Radspielerhauses         |
| Hackenstraße 5 (Standort)              | Wohn- und Geschäftshaus           | viergeschossiger Neurenaissancebau mit Stuckdekor, 1874/75; Gruppe mit Nr. 3 2011 aus der Denkmalliste gestrichen, da beim Umbau 1989 die historische Substanz stark im Innern reduziert wurde |                 | Wohn- und Geschäftshaus           |
| Herzogspitalstraße 11 (Standort)       | Mietshaus                         | klassizistisch, um 1807 von Joseph Deiglmayr; vereinfacht; Sterbehaus des Malers Josef Georg Edlinger 1819, (Gedenktafel); vergleiche Nr. 9 2008 aus der Denkmalliste gestrichen | D-1-62-000-2547 | Mietshaus                         |
| Herzogspitalstraße 18 (Standort)       | Mietshaus                         | schlicht biedermeierlich, 1821 von Xaver Widmann; Erdgeschoss und 1. Stock modernisiert 2008 aus der Denkmalliste gestrichen wegen sehr starker Überformung | D-1-62-000-2551 | Mietshaus                         |
| Hochbrückenstraße 8 (Standort)         | Moradellihaus                     | Bürgerhaus aus dem 17. Jahrhundert, nach Zerstörungen des Zweiten Weltkriegs von Erwin Schleich rekonstruiert, Fassadenbemalung nach einem Entwurf von Hermann Kaspar. |                 | weitere Bilder                    |
| Kardinal-Faulhaber-Straße 5 (Standort) | Eckhaus                           | Neurenaissance, 1889 von Oskar Strelin; nur teilweise erhalten aufgrund von starker Überformung und Aufstockung 2008 aus der Denkmalliste gestrichen | D-1-62-000-3231 | Eckhaus                           |
| Kardinal-Faulhaber-Straße 6 (Standort) | Palais Spreti                     | jetzt Bankgebäude, spätbarock, wohl um 1730, mit reicher Stuckgliederung im ersten Stock 2008 aus der Denkmalliste gestrichen wegen Aufstockung und starker Erneuerung im Innern | D-1-62-000-3232 | Palais Spreti                     |
| Ledererstraße 9 (Standort)             | Geschäfts- und Wohnhaus           | 1877 von Ludwig Bayer; 1950 vereinfachend umgestaltet 2008 aus der Denkmalliste gestrichen | D-1-62-000-3813 | Geschäfts- und Wohnhaus           |
| Ledererstraße 10 (Standort)            | Giebelhaus                        | zum Teil 15./16. Jahrhundert (schon auf Sandtner-Modell von 1570), 1726 (?) umgebaut und aufgestockt, wieder mit Giebel; 1980/81 entkernt mit rekonstruierten Fassaden 2008 aus der Denkmalliste gestrichen | D-1-62-000-3814 | Giebelhaus                        |
| Liebfrauenstraße 2 (Standort)          | Geschäfts- und Wohnhaus           | nach Totalverlust im Zweiten Weltkrieg als anspruchsloser Neubau errichtet und daher aus der Denkmalliste gestrichen | D-1-62-000-3888 | BW                                |
| Lueg ins Land (Standort)               | Mittelalterliche Stadtbefestigung | Reste der zweiten Stadtmauer, Fundamentierung aus vermörtelten Tuffquadern mit darüberliegenden Ziegeln, modern abgedecktes ungleichmäßig niedriges Ziegelmauerfragment. In der aktuellen Denkmalliste nicht aufgeführt. | D-1-62-000-4122 | Mittelalterliche Stadtbefestigung |
| Maximiliansplatz 15 (Standort)         | Schlichter klassizistischer Bau   | um 1812, modern aufgestockt; Rest der ursprünglichen Bebauung des Platzes aufgrund von starker Überformung und Aufstockung 2008 aus der Denkmalliste gestrichen | D-1-62-000-4421 | Schlichter klassizistischer Bau   |
| Maximilianstraße 11 (Standort)         |                                   | nach Abbruch mit Ausnahme der Fassade 2008 aus der Denkmalliste gestrichen | D-1-62-000-4430 | BW                                |
| Neuhauser Straße 20 (Standort)         | Geschäftshaus                     | ehemals Hotel, neugotisch, mit Eckerker und hohem Ostgiebel, um 1865, umgebaut und erweitert 1882, 1897 und 1901–1903, nach 1945 verändert wiederaufgebaut; nördlich an das Karlstor (siehe Karlstor) anschließend; Nordflügel an der Herzog-Max-Straße neubarock, 1907–1908 von Heilmann & Littmann Das Gebäude befindet sich im Umbau (Stand Juni 2023) und ist in der aktuellen Denkmalliste nicht aufgeführt. | D-1-62-000-4712 | weitere Bilder                    |
| Neuhauser Straße 37 (Standort)         |                                   | aufgrund von starker Überformung aus der Denkmalliste gestrichen | D-1-62-000-4710 | BW                                |
| Prälat-Zistl-Straße 4 (Standort)       | Mietshaus                         | 1873/74 von Hanno Bürkel, 1933 vereinfacht; mit Gedenktafel an das ehemalige Schiffertor in der aktuellen Denkmalliste nicht aufgeführt | D-1-62-000-5477 | Mietshaus                         |
| Rumfordstraße 31 (Standort)            | Teil eines Doppelmietshauses      | mit Nr. 29, in klassizistischer Tradition, 1882 von Josef Lutz | D-1-62-000-6018 | Teil eines Doppelmietshauses      |
| Sebastiansplatz 9 (Standort)           | Gasthof zum Blauen Bock           | schlichter Putzbau mit abgeschrägter Ecke, entstanden um 1814/22 durch Umbau der profanierten spätgotischen Sebastianskapelle, 1946–1948 aufgestockt; zugehörig Blumenstraße 16 im Zweiten Weltkrieg weitgehend zerstört und als anspruchsloser Bau erneuert, daher 2008 aus der Denkmalliste gestrichen | D-1-62-000-6428 | Gasthof zum Blauen Bock           |
| Stollbergstraße 20 (Standort)          | Mietshaus                         | 1856 von Matthias Berger, ursprünglich im Maximilianstil, 1890/91 aufgestockt und verändert, flacher Mittelerker mit Spitzhelm 2014 nach Umbau aus der Denkmalliste gestrichen |                 | Mietshaus                         |
| Tal 6 (Standort)                       | Ehemaliges Högerbräu              | 1901 erbaut 2008 aus der Denkmalliste gestrichen, da nur Reste der Fassade erhalten sind | D-1-62-000-6755 | Ehemaliges Högerbräu              |
| Tal 16 (Standort)                      |                                   | aufgrund von starker Überformung und Aufstockung 2008 aus der Denkmalliste gestrichen | D-1-62-000-6754 |                                   |

## Abgegangene Baudenkmäler
In diesem Abschnitt sind Objekte aufgeführt, die früher einmal in der Denkmalliste eingetragen waren, jetzt aber nicht mehr existieren, z. B. weil sie abgebrochen wurden. Aktennummern in diesem Abschnitt sind ehemalige, jetzt nicht mehr gültige Aktennummern.

| Lage                       | Objekt    | Beschreibung | Akten-Nr.       | Bild      |
| -------------------------- | --------- | --- | --------------- | --------- |
| Frauenstraße 4 (Standort)  | Mietshaus | um 1860, mit Lisenen und Stichbogenfenstern nach aus statischen Gründen erlaubtem Abbruch 2012 aus der Denkmalliste gestrichen |                 | Mietshaus |
| Müllerstraße 38 (Standort) |           | nach Abbruch (vor 2007) aus der Denkmalliste gestrichen                                                                        | D-1-62-000-4646 |           |